# Lista de asteroides (80001-81000)
Esta é uma lista parcial de asteroides, do asteroide número 80001 até o 81000, inclusive. Veja também o índice com todas as listas disponíveis.

| Objeto Próximos à Terra | Cinturão de asteroides (interno) | Cinturão de asteroides (externo) | Centauro       |
| Cruzador de Marte       | Cinturão de asteroides (meio)    | Troianos de Júpiter              | Transnetuniano |

Veja mais dados de cada asteroide na ligação externa para o Minor Planet Center na última coluna.
Índice: 80001... 80101... 80201... 80301... 80401... 80501... 80601... 80701... 80801... 80901... 

## 80001–80100
| Designação          | Designação | Descoberta  | Descoberta          | Descobridor(es)       | Categoria | Mais informações / Referência |
| Permanente          | Provisória | Data        | Local               | Descobridor(es)       | Categoria | Mais informações / Referência |
| ------------------- | ---------- | ----------- | ------------------- | --------------------- | --------- | ----------------------------- |
| 80001               | 1999 FX38  | 20 mar 1999 | Socorro             | LINEAR                | —         | MPC                           |
| 80002               | 1999 FR43  | 20 mar 1999 | Socorro             | LINEAR                | —         | MPC                           |
| 80003               | 1999 FW50  | 20 mar 1999 | Socorro             | LINEAR                | —         | MPC                           |
| 80004               | 1999 FH54  | 20 mar 1999 | Socorro             | LINEAR                | —         | MPC                           |
| 80005               | 1999 FK55  | 20 mar 1999 | Socorro             | LINEAR                | —         | MPC                           |
| 80006               | 1999 FN55  | 20 mar 1999 | Socorro             | LINEAR                | —         | MPC                           |
| 80007               | 1999 FE61  | 22 mar 1999 | Anderson Mesa       | LONEOS                | Ursula    | MPC                           |
| 80008 Danielarhodes | 1999 GG1   | 4 abr 1999  | San Marcello        | L. Tesi, A. Boattini  | Brangane  | MPC                           |
| 80009               | 1999 GD2   | 8 abr 1999  | Modra               | L. Kornoš, A. Galád   | —         | MPC                           |
| 80010               | 1999 GQ2   | 9 abr 1999  | Oaxaca              | J. M. Roe             | —         | MPC                           |
| 80011               | 1999 GE3   | 7 abr 1999  | Kitt Peak           | Spacewatch            | —         | MPC                           |
| 80012               | 1999 GT4   | 11 abr 1999 | Fountain Hills      | C. W. Juels           | —         | MPC                           |
| 80013               | 1999 GM15  | 15 abr 1999 | Kitt Peak           | Spacewatch            | —         | MPC                           |
| 80014               | 1999 GN16  | 9 abr 1999  | Socorro             | LINEAR                | Brangane  | MPC                           |
| 80015               | 1999 GT21  | 15 abr 1999 | Socorro             | LINEAR                | —         | MPC                           |
| 80016               | 1999 GQ32  | 10 abr 1999 | Socorro             | LINEAR                | —         | MPC                           |
| 80017               | 1999 GQ39  | 12 abr 1999 | Socorro             | LINEAR                | —         | MPC                           |
| 80018               | 1999 GE46  | 12 abr 1999 | Socorro             | LINEAR                | —         | MPC                           |
| 80019               | 1999 HL2   | 23 abr 1999 | Višnjan Observatory | K. Korlević, M. Jurić | —         | MPC                           |
| 80020               | 1999 HA4   | 16 abr 1999 | Kitt Peak           | Spacewatch            | —         | MPC                           |
| 80021               | 1999 HR5   | 17 abr 1999 | Kitt Peak           | Spacewatch            | —         | MPC                           |
| 80022               | 1999 JS    | 4 mai 1999  | Xinglong            | SCAP                  | —         | MPC                           |
| 80023               | 1999 JY1   | 8 mai 1999  | Catalina            | CSS                   | —         | MPC                           |
| 80024               | 1999 JJ4   | 10 mai 1999 | Socorro             | LINEAR                | Juno      | MPC                           |
| 80025               | 1999 JB7   | 8 mai 1999  | Catalina            | CSS                   | —         | MPC                           |
| 80026               | 1999 JH8   | 12 mai 1999 | Socorro             | LINEAR                | —         | MPC                           |
| 80027               | 1999 JV11  | 12 mai 1999 | Socorro             | LINEAR                | Juno      | MPC                           |
| 80028               | 1999 JX12  | 14 mai 1999 | Catalina            | CSS                   | —         | MPC                           |
| 80029               | 1999 JF15  | 15 mai 1999 | Catalina            | CSS                   | —         | MPC                           |
| 80030               | 1999 JJ15  | 15 mai 1999 | Catalina            | CSS                   | —         | MPC                           |
| 80031               | 1999 JF17  | 15 mai 1999 | Kitt Peak           | Spacewatch            | —         | MPC                           |
| 80032               | 1999 JW18  | 10 mai 1999 | Socorro             | LINEAR                | —         | MPC                           |
| 80033               | 1999 JY20  | 10 mai 1999 | Socorro             | LINEAR                | —         | MPC                           |
| 80034               | 1999 JQ21  | 10 mai 1999 | Socorro             | LINEAR                | —         | MPC                           |
| 80035               | 1999 JV21  | 10 mai 1999 | Socorro             | LINEAR                | —         | MPC                           |
| 80036               | 1999 JZ26  | 10 mai 1999 | Socorro             | LINEAR                | —         | MPC                           |
| 80037               | 1999 JP27  | 10 mai 1999 | Socorro             | LINEAR                | —         | MPC                           |
| 80038               | 1999 JD29  | 10 mai 1999 | Socorro             | LINEAR                | —         | MPC                           |
| 80039               | 1999 JX30  | 10 mai 1999 | Socorro             | LINEAR                | Ursula    | MPC                           |
| 80040               | 1999 JT31  | 10 mai 1999 | Socorro             | LINEAR                | —         | MPC                           |
| 80041               | 1999 JK38  | 10 mai 1999 | Socorro             | LINEAR                | —         | MPC                           |
| 80042               | 1999 JP38  | 10 mai 1999 | Socorro             | LINEAR                | —         | MPC                           |
| 80043               | 1999 JS39  | 10 mai 1999 | Socorro             | LINEAR                | —         | MPC                           |
| 80044               | 1999 JN40  | 10 mai 1999 | Socorro             | LINEAR                | —         | MPC                           |
| 80045               | 1999 JW41  | 10 mai 1999 | Socorro             | LINEAR                | —         | MPC                           |
| 80046               | 1999 JH46  | 10 mai 1999 | Socorro             | LINEAR                | —         | MPC                           |
| 80047               | 1999 JN50  | 10 mai 1999 | Socorro             | LINEAR                | —         | MPC                           |
| 80048               | 1999 JG54  | 10 mai 1999 | Socorro             | LINEAR                | —         | MPC                           |
| 80049               | 1999 JV54  | 10 mai 1999 | Socorro             | LINEAR                | —         | MPC                           |
| 80050               | 1999 JD55  | 10 mai 1999 | Socorro             | LINEAR                | —         | MPC                           |
| 80051               | 1999 JO56  | 10 mai 1999 | Socorro             | LINEAR                | —         | MPC                           |
| 80052               | 1999 JV62  | 10 mai 1999 | Socorro             | LINEAR                | —         | MPC                           |
| 80053               | 1999 JY64  | 10 mai 1999 | Socorro             | LINEAR                | —         | MPC                           |
| 80054               | 1999 JC69  | 12 mai 1999 | Socorro             | LINEAR                | —         | MPC                           |
| 80055               | 1999 JL70  | 12 mai 1999 | Socorro             | LINEAR                | —         | MPC                           |
| 80056               | 1999 JM71  | 12 mai 1999 | Socorro             | LINEAR                | —         | MPC                           |
| 80057               | 1999 JV71  | 12 mai 1999 | Socorro             | LINEAR                | Brangane  | MPC                           |
| 80058               | 1999 JV74  | 12 mai 1999 | Socorro             | LINEAR                | —         | MPC                           |
| 80059               | 1999 JM75  | 8 mai 1999  | Xinglong            | SCAP                  | —         | MPC                           |
| 80060               | 1999 JG82  | 12 mai 1999 | Socorro             | LINEAR                | —         | MPC                           |
| 80061               | 1999 JT83  | 12 mai 1999 | Socorro             | LINEAR                | —         | MPC                           |
| 80062               | 1999 JX85  | 12 mai 1999 | Socorro             | LINEAR                | —         | MPC                           |
| 80063               | 1999 JR88  | 12 mai 1999 | Socorro             | LINEAR                | —         | MPC                           |
| 80064               | 1999 JX88  | 12 mai 1999 | Socorro             | LINEAR                | —         | MPC                           |
| 80065               | 1999 JA91  | 12 mai 1999 | Socorro             | LINEAR                | —         | MPC                           |
| 80066               | 1999 JD92  | 12 mai 1999 | Socorro             | LINEAR                | —         | MPC                           |
| 80067               | 1999 JQ93  | 12 mai 1999 | Socorro             | LINEAR                | —         | MPC                           |
| 80068               | 1999 JM94  | 12 mai 1999 | Socorro             | LINEAR                | —         | MPC                           |
| 80069               | 1999 JV96  | 12 mai 1999 | Socorro             | LINEAR                | —         | MPC                           |
| 80070               | 1999 JW96  | 12 mai 1999 | Socorro             | LINEAR                | —         | MPC                           |
| 80071               | 1999 JR97  | 12 mai 1999 | Socorro             | LINEAR                | —         | MPC                           |
| 80072               | 1999 JT98  | 12 mai 1999 | Socorro             | LINEAR                | —         | MPC                           |
| 80073               | 1999 JA99  | 12 mai 1999 | Socorro             | LINEAR                | —         | MPC                           |
| 80074               | 1999 JS99  | 12 mai 1999 | Socorro             | LINEAR                | —         | MPC                           |
| 80075               | 1999 JN100 | 12 mai 1999 | Socorro             | LINEAR                | —         | MPC                           |
| 80076               | 1999 JO101 | 13 mai 1999 | Socorro             | LINEAR                | —         | MPC                           |
| 80077               | 1999 JL115 | 13 mai 1999 | Socorro             | LINEAR                | —         | MPC                           |
| 80078               | 1999 JU115 | 13 mai 1999 | Socorro             | LINEAR                | —         | MPC                           |
| 80079               | 1999 JS119 | 13 mai 1999 | Socorro             | LINEAR                | —         | MPC                           |
| 80080               | 1999 JS124 | 10 mai 1999 | Socorro             | LINEAR                | Ursula    | MPC                           |
| 80081               | 1999 JJ131 | 13 mai 1999 | Socorro             | LINEAR                | —         | MPC                           |
| 80082               | 1999 JA133 | 13 mai 1999 | Socorro             | LINEAR                | —         | MPC                           |
| 80083               | 1999 KD2   | 16 mai 1999 | Kitt Peak           | Spacewatch            | —         | MPC                           |
| 80084               | 1999 KN6   | 23 mai 1999 | Woomera             | F. B. Zoltowski       | —         | MPC                           |
| 80085               | 1999 KS6   | 17 mai 1999 | Socorro             | LINEAR                | —         | MPC                           |
| 80086               | 1999 KJ7   | 17 mai 1999 | Socorro             | LINEAR                | —         | MPC                           |
| 80087               | 1999 KC11  | 18 mai 1999 | Socorro             | LINEAR                | —         | MPC                           |
| 80088               | 1999 KW14  | 18 mai 1999 | Socorro             | LINEAR                | —         | MPC                           |
| 80089               | 1999 LR    | 4 jun 1999  | Socorro             | LINEAR                | —         | MPC                           |
| 80090               | 1999 LR3   | 6 jun 1999  | Kitt Peak           | Spacewatch            | —         | MPC                           |
| 80091               | 1999 LX5   | 11 jun 1999 | Socorro             | LINEAR                | Juno      | MPC                           |
| 80092               | 1999 LX10  | 8 jun 1999  | Socorro             | LINEAR                | —         | MPC                           |
| 80093               | 1999 LB12  | 9 jun 1999  | Socorro             | LINEAR                | —         | MPC                           |
| 80094               | 1999 LE12  | 9 jun 1999  | Socorro             | LINEAR                | —         | MPC                           |
| 80095               | 1999 LD28  | 12 jun 1999 | Socorro             | LINEAR                | —         | MPC                           |
| 80096               | 1999 LP29  | 9 jun 1999  | Kitt Peak           | Spacewatch            | Juno      | MPC                           |
| 80097               | 1999 LD35  | 14 jun 1999 | Socorro             | LINEAR                | —         | MPC                           |
| 80098               | 1999 MV1   | 20 jun 1999 | Anderson Mesa       | LONEOS                | —         | MPC                           |
| 80099               | 1999 NR    | 8 jul 1999  | Catalina            | CSS                   | Juno      | MPC                           |
| 80100               | 1999 NS    | 8 jul 1999  | Catalina            | CSS                   | —         | MPC                           |

## 80101–80200
| Designação        | Designação | Descoberta  | Descoberta          | Descobridor(es)        | Categoria | Mais informações / Referência |
| Permanente        | Provisória | Data        | Local               | Descobridor(es)        | Categoria | Mais informações / Referência |
| ----------------- | ---------- | ----------- | ------------------- | ---------------------- | --------- | ----------------------------- |
| 80101             | 1999 NV2   | 13 jul 1999 | Socorro             | LINEAR                 | —         | MPC                           |
| 80102             | 1999 NS42  | 14 jul 1999 | Socorro             | LINEAR                 | —         | MPC                           |
| 80103             | 1999 PA    | 2 ago 1999  | Gekko               | T. Kagawa              | —         | MPC                           |
| 80104             | 1999 RA22  | 7 set 1999  | Socorro             | LINEAR                 | —         | MPC                           |
| 80105             | 1999 RD24  | 7 set 1999  | Socorro             | LINEAR                 | —         | MPC                           |
| 80106             | 1999 RV26  | 7 set 1999  | Socorro             | LINEAR                 | —         | MPC                           |
| 80107             | 1999 RG29  | 8 set 1999  | Socorro             | LINEAR                 | —         | MPC                           |
| 80108             | 1999 RL29  | 8 set 1999  | Socorro             | LINEAR                 | Juno      | MPC                           |
| 80109             | 1999 RA34  | 10 set 1999 | Socorro             | LINEAR                 | —         | MPC                           |
| 80110             | 1999 RQ40  | 7 set 1999  | Socorro             | LINEAR                 | —         | MPC                           |
| 80111             | 1999 RK42  | 13 set 1999 | Višnjan Observatory | K. Korlević            | —         | MPC                           |
| 80112             | 1999 RN61  | 7 set 1999  | Socorro             | LINEAR                 | —         | MPC                           |
| 80113             | 1999 RL78  | 7 set 1999  | Socorro             | LINEAR                 | Mitidika  | MPC                           |
| 80114             | 1999 RO88  | 7 set 1999  | Socorro             | LINEAR                 | —         | MPC                           |
| 80115             | 1999 RF95  | 7 set 1999  | Socorro             | LINEAR                 | —         | MPC                           |
| 80116             | 1999 RZ109 | 8 set 1999  | Socorro             | LINEAR                 | —         | MPC                           |
| 80117             | 1999 RS111 | 9 set 1999  | Socorro             | LINEAR                 | —         | MPC                           |
| 80118             | 1999 RO134 | 9 set 1999  | Socorro             | LINEAR                 | —         | MPC                           |
| 80119             | 1999 RY138 | 9 set 1999  | Socorro             | LINEAR                 | —         | MPC                           |
| 80120             | 1999 RU139 | 9 set 1999  | Socorro             | LINEAR                 | —         | MPC                           |
| 80121             | 1999 RV144 | 9 set 1999  | Socorro             | LINEAR                 | —         | MPC                           |
| 80122             | 1999 RY155 | 9 set 1999  | Socorro             | LINEAR                 | —         | MPC                           |
| 80123             | 1999 RB170 | 9 set 1999  | Socorro             | LINEAR                 | —         | MPC                           |
| 80124             | 1999 RF171 | 9 set 1999  | Socorro             | LINEAR                 | —         | MPC                           |
| 80125             | 1999 RG176 | 9 set 1999  | Socorro             | LINEAR                 | —         | MPC                           |
| 80126             | 1999 RF190 | 10 set 1999 | Socorro             | LINEAR                 | —         | MPC                           |
| 80127             | 1999 RP198 | 9 set 1999  | Socorro             | LINEAR                 | —         | MPC                           |
| 80128             | 1999 RO210 | 8 set 1999  | Socorro             | LINEAR                 | —         | MPC                           |
| 80129             | 1999 RD225 | 7 set 1999  | Socorro             | LINEAR                 | —         | MPC                           |
| 80130             | 1999 SZ1   | 18 set 1999 | Socorro             | LINEAR                 | Juno      | MPC                           |
| 80131             | 1999 ST5   | 30 set 1999 | Socorro             | LINEAR                 | —         | MPC                           |
| 80132             | 1999 SV10  | 30 set 1999 | Catalina            | CSS                    | —         | MPC                           |
| 80133             | 1999 SB11  | 30 set 1999 | Catalina            | CSS                    | —         | MPC                           |
| 80134             | 1999 TE8   | 5 out 1999  | Fountain Hills      | C. W. Juels            | —         | MPC                           |
| 80135 Zanzanini   | 1999 TA11  | 7 out 1999  | Gnosca              | S. Sposetti            | —         | MPC                           |
| 80136             | 1999 TV22  | 3 out 1999  | Kitt Peak           | Spacewatch             | —         | MPC                           |
| 80137             | 1999 TT25  | 3 out 1999  | Socorro             | LINEAR                 | —         | MPC                           |
| 80138             | 1999 TY35  | 10 out 1999 | Xinglong            | SCAP                   | —         | MPC                           |
| 80139             | 1999 TA46  | 3 out 1999  | Kitt Peak           | Spacewatch             | —         | MPC                           |
| 80140             | 1999 TC56  | 6 out 1999  | Kitt Peak           | Spacewatch             | —         | MPC                           |
| 80141             | 1999 TF68  | 8 out 1999  | Kitt Peak           | Spacewatch             | —         | MPC                           |
| 80142             | 1999 TX89  | 2 out 1999  | Socorro             | LINEAR                 | —         | MPC                           |
| 80143             | 1999 TD92  | 2 out 1999  | Socorro             | LINEAR                 | —         | MPC                           |
| 80144             | 1999 TY124 | 4 out 1999  | Socorro             | LINEAR                 | —         | MPC                           |
| 80145             | 1999 TD153 | 7 out 1999  | Socorro             | LINEAR                 | —         | MPC                           |
| 80146             | 1999 TJ155 | 7 out 1999  | Socorro             | LINEAR                 | —         | MPC                           |
| 80147             | 1999 TV171 | 10 out 1999 | Socorro             | LINEAR                 | —         | MPC                           |
| 80148             | 1999 TA174 | 10 out 1999 | Socorro             | LINEAR                 | —         | MPC                           |
| 80149             | 1999 TV177 | 10 out 1999 | Socorro             | LINEAR                 | —         | MPC                           |
| 80150             | 1999 TL179 | 10 out 1999 | Socorro             | LINEAR                 | —         | MPC                           |
| 80151             | 1999 TO180 | 10 out 1999 | Socorro             | LINEAR                 | —         | MPC                           |
| 80152             | 1999 TF195 | 12 out 1999 | Socorro             | LINEAR                 | —         | MPC                           |
| 80153             | 1999 TP196 | 12 out 1999 | Socorro             | LINEAR                 | —         | MPC                           |
| 80154             | 1999 TL200 | 12 out 1999 | Socorro             | LINEAR                 | —         | MPC                           |
| 80155             | 1999 TN206 | 13 out 1999 | Socorro             | LINEAR                 | —         | MPC                           |
| 80156             | 1999 TV211 | 15 out 1999 | Socorro             | LINEAR                 | —         | MPC                           |
| 80157             | 1999 TC213 | 15 out 1999 | Socorro             | LINEAR                 | —         | MPC                           |
| 80158             | 1999 TN223 | 2 out 1999  | Socorro             | LINEAR                 | —         | MPC                           |
| 80159             | 1999 TL232 | 5 out 1999  | Catalina            | CSS                    | —         | MPC                           |
| 80160             | 1999 TT239 | 4 out 1999  | Catalina            | CSS                    | —         | MPC                           |
| 80161             | 1999 TK247 | 8 out 1999  | Catalina            | CSS                    | —         | MPC                           |
| 80162             | 1999 TZ248 | 8 out 1999  | Catalina            | CSS                    | —         | MPC                           |
| 80163             | 1999 TG258 | 9 out 1999  | Socorro             | LINEAR                 | —         | MPC                           |
| 80164             | 1999 TZ264 | 3 out 1999  | Socorro             | LINEAR                 | —         | MPC                           |
| 80165             | 1999 TL285 | 9 out 1999  | Socorro             | LINEAR                 | —         | MPC                           |
| 80166             | 1999 TP291 | 10 out 1999 | Socorro             | LINEAR                 | —         | MPC                           |
| 80167             | 1999 TL293 | 12 out 1999 | Socorro             | LINEAR                 | —         | MPC                           |
| 80168             | 1999 TD321 | 10 out 1999 | Socorro             | LINEAR                 | —         | MPC                           |
| 80169             | 1999 TD328 | 12 out 1999 | Socorro             | LINEAR                 | —         | MPC                           |
| 80170             | 1999 UP5   | 29 out 1999 | Catalina            | CSS                    | —         | MPC                           |
| 80171             | 1999 UO6   | 28 out 1999 | Xinglong            | SCAP                   | —         | MPC                           |
| 80172             | 1999 UV8   | 29 out 1999 | Catalina            | CSS                    | —         | MPC                           |
| 80173             | 1999 UQ12  | 29 out 1999 | Catalina            | CSS                    | —         | MPC                           |
| 80174             | 1999 UN23  | 28 out 1999 | Catalina            | CSS                    | —         | MPC                           |
| 80175             | 1999 UP26  | 30 out 1999 | Catalina            | CSS                    | —         | MPC                           |
| 80176             | 1999 UL38  | 29 out 1999 | Anderson Mesa       | LONEOS                 | —         | MPC                           |
| 80177             | 1999 US43  | 28 out 1999 | Catalina            | CSS                    | —         | MPC                           |
| 80178             | 1999 UX49  | 30 out 1999 | Catalina            | CSS                    | —         | MPC                           |
| 80179 Václavknoll | 1999 VK    | 1 nov 1999  | Ondřejov            | L. Kotková             | —         | MPC                           |
| 80180 Elko        | 1999 VS    | 3 nov 1999  | Wiggins Observatory | P. Wiggins, H. Phaneuf | —         | MPC                           |
| 80181             | 1999 VD11  | 7 nov 1999  | Višnjan Observatory | K. Korlević            | —         | MPC                           |
| 80182             | 1999 VF13  | 1 nov 1999  | Socorro             | LINEAR                 | —         | MPC                           |
| 80183             | 1999 VT20  | 9 nov 1999  | Nachi-Katsuura      | Y. Shimizu, T. Urata   | —         | MPC                           |
| 80184 Hekigoto    | 1999 VX22  | 10 nov 1999 | Kuma Kogen          | A. Nakamura            | —         | MPC                           |
| 80185             | 1999 VO29  | 3 nov 1999  | Socorro             | LINEAR                 | —         | MPC                           |
| 80186             | 1999 VD32  | 3 nov 1999  | Socorro             | LINEAR                 | —         | MPC                           |
| 80187             | 1999 VJ34  | 3 nov 1999  | Socorro             | LINEAR                 | —         | MPC                           |
| 80188             | 1999 VC37  | 3 nov 1999  | Socorro             | LINEAR                 | —         | MPC                           |
| 80189             | 1999 VE37  | 3 nov 1999  | Socorro             | LINEAR                 | —         | MPC                           |
| 80190             | 1999 VF38  | 10 nov 1999 | Socorro             | LINEAR                 | —         | MPC                           |
| 80191             | 1999 VG38  | 10 nov 1999 | Socorro             | LINEAR                 | —         | MPC                           |
| 80192             | 1999 VS38  | 10 nov 1999 | Socorro             | LINEAR                 | —         | MPC                           |
| 80193             | 1999 VO43  | 1 nov 1999  | Catalina            | CSS                    | —         | MPC                           |
| 80194             | 1999 VE44  | 3 nov 1999  | Catalina            | CSS                    | —         | MPC                           |
| 80195             | 1999 VF45  | 4 nov 1999  | Catalina            | CSS                    | —         | MPC                           |
| 80196             | 1999 VV48  | 3 nov 1999  | Socorro             | LINEAR                 | —         | MPC                           |
| 80197             | 1999 VG49  | 3 nov 1999  | Socorro             | LINEAR                 | —         | MPC                           |
| 80198             | 1999 VC50  | 3 nov 1999  | Socorro             | LINEAR                 | —         | MPC                           |
| 80199             | 1999 VW52  | 3 nov 1999  | Socorro             | LINEAR                 | —         | MPC                           |
| 80200             | 1999 VM53  | 4 nov 1999  | Socorro             | LINEAR                 | —         | MPC                           |

## 80201–80300
| Designação | Designação | Descoberta  | Descoberta          | Descobridor(es) | Categoria | Mais informações / Referência |
| Permanente | Provisória | Data        | Local               | Descobridor(es) | Categoria | Mais informações / Referência |
| ---------- | ---------- | ----------- | ------------------- | --------------- | --------- | ----------------------------- |
| 80201      | 1999 VG54  | 4 nov 1999  | Socorro             | LINEAR          | Chloris   | MPC                           |
| 80202      | 1999 VU57  | 4 nov 1999  | Socorro             | LINEAR          | —         | MPC                           |
| 80203      | 1999 VA58  | 4 nov 1999  | Socorro             | LINEAR          | —         | MPC                           |
| 80204      | 1999 VF58  | 4 nov 1999  | Socorro             | LINEAR          | —         | MPC                           |
| 80205      | 1999 VV59  | 4 nov 1999  | Socorro             | LINEAR          | —         | MPC                           |
| 80206      | 1999 VU69  | 4 nov 1999  | Socorro             | LINEAR          | —         | MPC                           |
| 80207      | 1999 VH73  | 1 nov 1999  | Kitt Peak           | Spacewatch      | —         | MPC                           |
| 80208      | 1999 VG81  | 4 nov 1999  | Socorro             | LINEAR          | —         | MPC                           |
| 80209      | 1999 VK89  | 4 nov 1999  | Socorro             | LINEAR          | —         | MPC                           |
| 80210      | 1999 VN90  | 5 nov 1999  | Socorro             | LINEAR          | —         | MPC                           |
| 80211      | 1999 VF95  | 9 nov 1999  | Socorro             | LINEAR          | —         | MPC                           |
| 80212      | 1999 VQ96  | 9 nov 1999  | Socorro             | LINEAR          | —         | MPC                           |
| 80213      | 1999 VS105 | 9 nov 1999  | Socorro             | LINEAR          | —         | MPC                           |
| 80214      | 1999 VG107 | 9 nov 1999  | Socorro             | LINEAR          | —         | MPC                           |
| 80215      | 1999 VM111 | 9 nov 1999  | Socorro             | LINEAR          | —         | MPC                           |
| 80216      | 1999 VL112 | 9 nov 1999  | Socorro             | LINEAR          | —         | MPC                           |
| 80217      | 1999 VX114 | 9 nov 1999  | Catalina            | CSS             | —         | MPC                           |
| 80218      | 1999 VO123 | 5 nov 1999  | Kitt Peak           | Spacewatch      | —         | MPC                           |
| 80219      | 1999 VA124 | 5 nov 1999  | Kitt Peak           | Spacewatch      | —         | MPC                           |
| 80220      | 1999 VC144 | 11 nov 1999 | Catalina            | CSS             | —         | MPC                           |
| 80221      | 1999 VM144 | 11 nov 1999 | Catalina            | CSS             | —         | MPC                           |
| 80222      | 1999 VP144 | 11 nov 1999 | Catalina            | CSS             | —         | MPC                           |
| 80223      | 1999 VH151 | 14 nov 1999 | Socorro             | LINEAR          | —         | MPC                           |
| 80224      | 1999 VH160 | 14 nov 1999 | Socorro             | LINEAR          | —         | MPC                           |
| 80225      | 1999 VT160 | 14 nov 1999 | Socorro             | LINEAR          | —         | MPC                           |
| 80226      | 1999 VP166 | 14 nov 1999 | Socorro             | LINEAR          | —         | MPC                           |
| 80227      | 1999 VH168 | 14 nov 1999 | Socorro             | LINEAR          | —         | MPC                           |
| 80228      | 1999 VN170 | 14 nov 1999 | Socorro             | LINEAR          | —         | MPC                           |
| 80229      | 1999 VA171 | 14 nov 1999 | Socorro             | LINEAR          | —         | MPC                           |
| 80230      | 1999 VH171 | 14 nov 1999 | Socorro             | LINEAR          | —         | MPC                           |
| 80231      | 1999 VF187 | 15 nov 1999 | Socorro             | LINEAR          | —         | MPC                           |
| 80232      | 1999 VQ188 | 15 nov 1999 | Socorro             | LINEAR          | —         | MPC                           |
| 80233      | 1999 VB190 | 15 nov 1999 | Socorro             | LINEAR          | —         | MPC                           |
| 80234      | 1999 VK195 | 3 nov 1999  | Catalina            | CSS             | —         | MPC                           |
| 80235      | 1999 VO201 | 3 nov 1999  | Socorro             | LINEAR          | —         | MPC                           |
| 80236      | 1999 VX201 | 3 nov 1999  | Socorro             | LINEAR          | —         | MPC                           |
| 80237      | 1999 VR208 | 10 nov 1999 | Kitt Peak           | Spacewatch      | —         | MPC                           |
| 80238      | 1999 VH218 | 5 nov 1999  | Socorro             | LINEAR          | —         | MPC                           |
| 80239      | 1999 VM220 | 3 nov 1999  | Socorro             | LINEAR          | —         | MPC                           |
| 80240      | 1999 VZ223 | 5 nov 1999  | Socorro             | LINEAR          | —         | MPC                           |
| 80241      | 1999 VH225 | 5 nov 1999  | Socorro             | LINEAR          | —         | MPC                           |
| 80242      | 1999 WT    | 18 nov 1999 | Oohira              | T. Urata        | —         | MPC                           |
| 80243      | 1999 WL1   | 28 nov 1999 | Kleť                | Kleť Obs.       | —         | MPC                           |
| 80244      | 1999 WY1   | 25 nov 1999 | Višnjan Observatory | K. Korlević     | —         | MPC                           |
| 80245      | 1999 WM4   | 28 nov 1999 | Oizumi              | T. Kobayashi    | —         | MPC                           |
| 80246      | 1999 WW6   | 28 nov 1999 | Višnjan Observatory | K. Korlević     | —         | MPC                           |
| 80247      | 1999 WD7   | 28 nov 1999 | Višnjan Observatory | K. Korlević     | —         | MPC                           |
| 80248      | 1999 WL7   | 28 nov 1999 | Višnjan Observatory | K. Korlević     | —         | MPC                           |
| 80249      | 1999 WB9   | 30 nov 1999 | Zeno                | T. Stafford     | —         | MPC                           |
| 80250      | 1999 WW9   | 30 nov 1999 | Oizumi              | T. Kobayashi    | —         | MPC                           |
| 80251      | 1999 WW11  | 28 nov 1999 | Kitt Peak           | Spacewatch      | Vesta     | MPC                           |
| 80252      | 1999 WD12  | 28 nov 1999 | Kitt Peak           | Spacewatch      | —         | MPC                           |
| 80253      | 1999 WF13  | 30 nov 1999 | Kitt Peak           | Spacewatch      | —         | MPC                           |
| 80254      | 1999 WG13  | 30 nov 1999 | Kitt Peak           | Spacewatch      | —         | MPC                           |
| 80255      | 1999 WZ19  | 16 nov 1999 | Catalina            | CSS             | —         | MPC                           |
| 80256      | 1999 XD1   | 2 dez 1999  | Oizumi              | T. Kobayashi    | —         | MPC                           |
| 80257      | 1999 XF3   | 4 dez 1999  | Catalina            | CSS             | —         | MPC                           |
| 80258      | 1999 XE5   | 4 dez 1999  | Catalina            | CSS             | —         | MPC                           |
| 80259      | 1999 XW5   | 4 dez 1999  | Catalina            | CSS             | —         | MPC                           |
| 80260      | 1999 XR6   | 4 dez 1999  | Catalina            | CSS             | —         | MPC                           |
| 80261      | 1999 XV9   | 4 dez 1999  | Kitt Peak           | Spacewatch      | —         | MPC                           |
| 80262      | 1999 XY13  | 5 dez 1999  | Socorro             | LINEAR          | —         | MPC                           |
| 80263      | 1999 XQ15  | 5 dez 1999  | Višnjan Observatory | K. Korlević     | —         | MPC                           |
| 80264      | 1999 XR15  | 5 dez 1999  | Višnjan Observatory | K. Korlević     | —         | MPC                           |
| 80265      | 1999 XV21  | 5 dez 1999  | Socorro             | LINEAR          | —         | MPC                           |
| 80266      | 1999 XE22  | 5 dez 1999  | Socorro             | LINEAR          | —         | MPC                           |
| 80267      | 1999 XX25  | 6 dez 1999  | Socorro             | LINEAR          | —         | MPC                           |
| 80268      | 1999 XU27  | 6 dez 1999  | Socorro             | LINEAR          | —         | MPC                           |
| 80269      | 1999 XW28  | 6 dez 1999  | Socorro             | LINEAR          | —         | MPC                           |
| 80270      | 1999 XJ29  | 6 dez 1999  | Socorro             | LINEAR          | —         | MPC                           |
| 80271      | 1999 XY29  | 6 dez 1999  | Socorro             | LINEAR          | —         | MPC                           |
| 80272      | 1999 XJ30  | 6 dez 1999  | Socorro             | LINEAR          | —         | MPC                           |
| 80273      | 1999 XQ30  | 6 dez 1999  | Socorro             | LINEAR          | —         | MPC                           |
| 80274      | 1999 XW30  | 6 dez 1999  | Socorro             | LINEAR          | —         | MPC                           |
| 80275      | 1999 XY31  | 6 dez 1999  | Socorro             | LINEAR          | —         | MPC                           |
| 80276      | 1999 XL32  | 6 dez 1999  | Socorro             | LINEAR          | —         | MPC                           |
| 80277      | 1999 XQ32  | 6 dez 1999  | Socorro             | LINEAR          | —         | MPC                           |
| 80278      | 1999 XH33  | 6 dez 1999  | Socorro             | LINEAR          | —         | MPC                           |
| 80279      | 1999 XP33  | 6 dez 1999  | Socorro             | LINEAR          | —         | MPC                           |
| 80280      | 1999 XX33  | 6 dez 1999  | Socorro             | LINEAR          | —         | MPC                           |
| 80281      | 1999 XS34  | 6 dez 1999  | Socorro             | LINEAR          | —         | MPC                           |
| 80282      | 1999 XF35  | 7 dez 1999  | Socorro             | LINEAR          | —         | MPC                           |
| 80283      | 1999 XF36  | 6 dez 1999  | Oizumi              | T. Kobayashi    | —         | MPC                           |
| 80284      | 1999 XH39  | 6 dez 1999  | Socorro             | LINEAR          | —         | MPC                           |
| 80285      | 1999 XH40  | 7 dez 1999  | Socorro             | LINEAR          | —         | MPC                           |
| 80286      | 1999 XZ43  | 7 dez 1999  | Socorro             | LINEAR          | —         | MPC                           |
| 80287      | 1999 XZ44  | 7 dez 1999  | Socorro             | LINEAR          | —         | MPC                           |
| 80288      | 1999 XU48  | 7 dez 1999  | Socorro             | LINEAR          | —         | MPC                           |
| 80289      | 1999 XP49  | 7 dez 1999  | Socorro             | LINEAR          | —         | MPC                           |
| 80290      | 1999 XK53  | 7 dez 1999  | Socorro             | LINEAR          | —         | MPC                           |
| 80291      | 1999 XB55  | 7 dez 1999  | Socorro             | LINEAR          | —         | MPC                           |
| 80292      | 1999 XX55  | 7 dez 1999  | Socorro             | LINEAR          | —         | MPC                           |
| 80293      | 1999 XS56  | 7 dez 1999  | Socorro             | LINEAR          | —         | MPC                           |
| 80294      | 1999 XU57  | 7 dez 1999  | Socorro             | LINEAR          | —         | MPC                           |
| 80295      | 1999 XY57  | 7 dez 1999  | Socorro             | LINEAR          | —         | MPC                           |
| 80296      | 1999 XM58  | 7 dez 1999  | Socorro             | LINEAR          | —         | MPC                           |
| 80297      | 1999 XS59  | 7 dez 1999  | Socorro             | LINEAR          | —         | MPC                           |
| 80298      | 1999 XE60  | 7 dez 1999  | Socorro             | LINEAR          | —         | MPC                           |
| 80299      | 1999 XJ60  | 7 dez 1999  | Socorro             | LINEAR          | —         | MPC                           |
| 80300      | 1999 XV63  | 7 dez 1999  | Socorro             | LINEAR          | —         | MPC                           |

## 80301–80400
| Designação | Designação | Descoberta  | Descoberta     | Descobridor(es)      | Categoria | Mais informações / Referência |
| Permanente | Provisória | Data        | Local          | Descobridor(es)      | Categoria | Mais informações / Referência |
| ---------- | ---------- | ----------- | -------------- | -------------------- | --------- | ----------------------------- |
| 80301      | 1999 XZ63  | 7 dez 1999  | Socorro        | LINEAR               | —         | MPC                           |
| 80302      | 1999 XC64  | 7 dez 1999  | Socorro        | LINEAR               | Vesta     | MPC                           |
| 80303      | 1999 XG65  | 7 dez 1999  | Socorro        | LINEAR               | —         | MPC                           |
| 80304      | 1999 XT70  | 7 dez 1999  | Socorro        | LINEAR               | —         | MPC                           |
| 80305      | 1999 XX70  | 7 dez 1999  | Socorro        | LINEAR               | —         | MPC                           |
| 80306      | 1999 XJ71  | 7 dez 1999  | Socorro        | LINEAR               | —         | MPC                           |
| 80307      | 1999 XU71  | 7 dez 1999  | Socorro        | LINEAR               | Chloris   | MPC                           |
| 80308      | 1999 XX71  | 7 dez 1999  | Socorro        | LINEAR               | —         | MPC                           |
| 80309      | 1999 XA74  | 7 dez 1999  | Socorro        | LINEAR               | Mitidika  | MPC                           |
| 80310      | 1999 XH74  | 7 dez 1999  | Socorro        | LINEAR               | —         | MPC                           |
| 80311      | 1999 XO75  | 7 dez 1999  | Socorro        | LINEAR               | —         | MPC                           |
| 80312      | 1999 XO76  | 7 dez 1999  | Socorro        | LINEAR               | —         | MPC                           |
| 80313      | 1999 XW76  | 7 dez 1999  | Socorro        | LINEAR               | —         | MPC                           |
| 80314      | 1999 XE77  | 7 dez 1999  | Socorro        | LINEAR               | Mitidika  | MPC                           |
| 80315      | 1999 XF77  | 7 dez 1999  | Socorro        | LINEAR               | —         | MPC                           |
| 80316      | 1999 XC80  | 7 dez 1999  | Socorro        | LINEAR               | —         | MPC                           |
| 80317      | 1999 XG80  | 7 dez 1999  | Socorro        | LINEAR               | —         | MPC                           |
| 80318      | 1999 XH80  | 7 dez 1999  | Socorro        | LINEAR               | —         | MPC                           |
| 80319      | 1999 XE81  | 7 dez 1999  | Socorro        | LINEAR               | —         | MPC                           |
| 80320      | 1999 XR83  | 7 dez 1999  | Socorro        | LINEAR               | —         | MPC                           |
| 80321      | 1999 XJ85  | 7 dez 1999  | Socorro        | LINEAR               | —         | MPC                           |
| 80322      | 1999 XJ87  | 7 dez 1999  | Socorro        | LINEAR               | —         | MPC                           |
| 80323      | 1999 XV88  | 7 dez 1999  | Socorro        | LINEAR               | —         | MPC                           |
| 80324      | 1999 XC89  | 7 dez 1999  | Socorro        | LINEAR               | —         | MPC                           |
| 80325      | 1999 XT89  | 7 dez 1999  | Socorro        | LINEAR               | —         | MPC                           |
| 80326      | 1999 XW89  | 7 dez 1999  | Socorro        | LINEAR               | —         | MPC                           |
| 80327      | 1999 XY89  | 7 dez 1999  | Socorro        | LINEAR               | —         | MPC                           |
| 80328      | 1999 XK90  | 7 dez 1999  | Socorro        | LINEAR               | —         | MPC                           |
| 80329      | 1999 XH91  | 7 dez 1999  | Socorro        | LINEAR               | —         | MPC                           |
| 80330      | 1999 XD92  | 7 dez 1999  | Socorro        | LINEAR               | —         | MPC                           |
| 80331      | 1999 XM92  | 7 dez 1999  | Socorro        | LINEAR               | —         | MPC                           |
| 80332      | 1999 XL93  | 7 dez 1999  | Socorro        | LINEAR               | —         | MPC                           |
| 80333      | 1999 XL94  | 7 dez 1999  | Socorro        | LINEAR               | —         | MPC                           |
| 80334      | 1999 XR94  | 7 dez 1999  | Socorro        | LINEAR               | —         | MPC                           |
| 80335      | 1999 XG95  | 7 dez 1999  | Oizumi         | T. Kobayashi         | —         | MPC                           |
| 80336      | 1999 XY97  | 7 dez 1999  | Socorro        | LINEAR               | —         | MPC                           |
| 80337      | 1999 XE101 | 7 dez 1999  | Socorro        | LINEAR               | —         | MPC                           |
| 80338      | 1999 XX102 | 7 dez 1999  | Socorro        | LINEAR               | —         | MPC                           |
| 80339      | 1999 XB104 | 7 dez 1999  | Nachi-Katsuura | Y. Shimizu, T. Urata | —         | MPC                           |
| 80340      | 1999 XR108 | 4 dez 1999  | Catalina       | CSS                  | —         | MPC                           |
| 80341      | 1999 XQ109 | 4 dez 1999  | Catalina       | CSS                  | —         | MPC                           |
| 80342      | 1999 XL110 | 4 dez 1999  | Catalina       | CSS                  | —         | MPC                           |
| 80343      | 1999 XJ111 | 7 dez 1999  | Catalina       | CSS                  | —         | MPC                           |
| 80344      | 1999 XM112 | 10 dez 1999 | Socorro        | LINEAR               | —         | MPC                           |
| 80345      | 1999 XQ114 | 11 dez 1999 | Socorro        | LINEAR               | —         | MPC                           |
| 80346      | 1999 XT114 | 11 dez 1999 | Socorro        | LINEAR               | —         | MPC                           |
| 80347      | 1999 XJ115 | 4 dez 1999  | Catalina       | CSS                  | —         | MPC                           |
| 80348      | 1999 XO115 | 4 dez 1999  | Catalina       | CSS                  | —         | MPC                           |
| 80349      | 1999 XW116 | 5 dez 1999  | Catalina       | CSS                  | —         | MPC                           |
| 80350      | 1999 XE117 | 5 dez 1999  | Catalina       | CSS                  | —         | MPC                           |
| 80351      | 1999 XM119 | 5 dez 1999  | Catalina       | CSS                  | —         | MPC                           |
| 80352      | 1999 XX119 | 5 dez 1999  | Catalina       | CSS                  | —         | MPC                           |
| 80353      | 1999 XM120 | 5 dez 1999  | Catalina       | CSS                  | —         | MPC                           |
| 80354      | 1999 XJ121 | 5 dez 1999  | Catalina       | CSS                  | —         | MPC                           |
| 80355      | 1999 XL123 | 7 dez 1999  | Catalina       | CSS                  | —         | MPC                           |
| 80356      | 1999 XM124 | 7 dez 1999  | Catalina       | CSS                  | —         | MPC                           |
| 80357      | 1999 XF125 | 7 dez 1999  | Catalina       | CSS                  | —         | MPC                           |
| 80358      | 1999 XA126 | 7 dez 1999  | Catalina       | CSS                  | —         | MPC                           |
| 80359      | 1999 XO126 | 7 dez 1999  | Catalina       | CSS                  | —         | MPC                           |
| 80360      | 1999 XM130 | 12 dez 1999 | Socorro        | LINEAR               | —         | MPC                           |
| 80361      | 1999 XZ130 | 12 dez 1999 | Socorro        | LINEAR               | —         | MPC                           |
| 80362      | 1999 XD134 | 12 dez 1999 | Socorro        | LINEAR               | —         | MPC                           |
| 80363      | 1999 XE134 | 12 dez 1999 | Socorro        | LINEAR               | —         | MPC                           |
| 80364      | 1999 XS135 | 8 dez 1999  | Socorro        | LINEAR               | —         | MPC                           |
| 80365      | 1999 XF139 | 6 dez 1999  | Kitt Peak      | Spacewatch           | —         | MPC                           |
| 80366      | 1999 XA142 | 12 dez 1999 | Socorro        | LINEAR               | —         | MPC                           |
| 80367      | 1999 XX145 | 7 dez 1999  | Kitt Peak      | Spacewatch           | —         | MPC                           |
| 80368      | 1999 XV151 | 7 dez 1999  | Kitt Peak      | Spacewatch           | —         | MPC                           |
| 80369      | 1999 XW151 | 7 dez 1999  | Kitt Peak      | Spacewatch           | —         | MPC                           |
| 80370      | 1999 XG154 | 8 dez 1999  | Socorro        | LINEAR               | —         | MPC                           |
| 80371      | 1999 XM154 | 8 dez 1999  | Socorro        | LINEAR               | —         | MPC                           |
| 80372      | 1999 XT154 | 8 dez 1999  | Socorro        | LINEAR               | —         | MPC                           |
| 80373      | 1999 XF155 | 8 dez 1999  | Socorro        | LINEAR               | —         | MPC                           |
| 80374      | 1999 XN155 | 8 dez 1999  | Socorro        | LINEAR               | —         | MPC                           |
| 80375      | 1999 XN157 | 8 dez 1999  | Socorro        | LINEAR               | —         | MPC                           |
| 80376      | 1999 XQ157 | 8 dez 1999  | Socorro        | LINEAR               | —         | MPC                           |
| 80377      | 1999 XM158 | 8 dez 1999  | Socorro        | LINEAR               | —         | MPC                           |
| 80378      | 1999 XE159 | 8 dez 1999  | Socorro        | LINEAR               | —         | MPC                           |
| 80379      | 1999 XV159 | 8 dez 1999  | Socorro        | LINEAR               | —         | MPC                           |
| 80380      | 1999 XZ159 | 8 dez 1999  | Socorro        | LINEAR               | —         | MPC                           |
| 80381      | 1999 XD160 | 8 dez 1999  | Socorro        | LINEAR               | —         | MPC                           |
| 80382      | 1999 XG160 | 8 dez 1999  | Socorro        | LINEAR               | —         | MPC                           |
| 80383      | 1999 XP160 | 8 dez 1999  | Socorro        | LINEAR               | —         | MPC                           |
| 80384      | 1999 XG163 | 8 dez 1999  | Kitt Peak      | Spacewatch           | —         | MPC                           |
| 80385      | 1999 XC164 | 8 dez 1999  | Socorro        | LINEAR               | —         | MPC                           |
| 80386      | 1999 XR164 | 8 dez 1999  | Socorro        | LINEAR               | —         | MPC                           |
| 80387      | 1999 XG168 | 10 dez 1999 | Socorro        | LINEAR               | —         | MPC                           |
| 80388      | 1999 XO168 | 10 dez 1999 | Socorro        | LINEAR               | —         | MPC                           |
| 80389      | 1999 XC170 | 10 dez 1999 | Socorro        | LINEAR               | —         | MPC                           |
| 80390      | 1999 XJ171 | 10 dez 1999 | Socorro        | LINEAR               | —         | MPC                           |
| 80391      | 1999 XL171 | 10 dez 1999 | Socorro        | LINEAR               | —         | MPC                           |
| 80392      | 1999 XC172 | 10 dez 1999 | Socorro        | LINEAR               | —         | MPC                           |
| 80393      | 1999 XB173 | 10 dez 1999 | Socorro        | LINEAR               | —         | MPC                           |
| 80394      | 1999 XF173 | 10 dez 1999 | Socorro        | LINEAR               | —         | MPC                           |
| 80395      | 1999 XO173 | 10 dez 1999 | Socorro        | LINEAR               | —         | MPC                           |
| 80396      | 1999 XW173 | 10 dez 1999 | Socorro        | LINEAR               | —         | MPC                           |
| 80397      | 1999 XV174 | 10 dez 1999 | Socorro        | LINEAR               | —         | MPC                           |
| 80398      | 1999 XS175 | 10 dez 1999 | Socorro        | LINEAR               | —         | MPC                           |
| 80399      | 1999 XC176 | 10 dez 1999 | Socorro        | LINEAR               | —         | MPC                           |
| 80400      | 1999 XU178 | 10 dez 1999 | Socorro        | LINEAR               | —         | MPC                           |

## 80401–80500
| Designação    | Designação | Descoberta  | Descoberta          | Descobridor(es) | Categoria | Mais informações / Referência |
| Permanente    | Provisória | Data        | Local               | Descobridor(es) | Categoria | Mais informações / Referência |
| ------------- | ---------- | ----------- | ------------------- | --------------- | --------- | ----------------------------- |
| 80401         | 1999 XO179 | 10 dez 1999 | Socorro             | LINEAR          | —         | MPC                           |
| 80402         | 1999 XR179 | 10 dez 1999 | Socorro             | LINEAR          | —         | MPC                           |
| 80403         | 1999 XH182 | 12 dez 1999 | Socorro             | LINEAR          | —         | MPC                           |
| 80404         | 1999 XD184 | 12 dez 1999 | Socorro             | LINEAR          | —         | MPC                           |
| 80405         | 1999 XF186 | 12 dez 1999 | Socorro             | LINEAR          | —         | MPC                           |
| 80406         | 1999 XC187 | 12 dez 1999 | Socorro             | LINEAR          | —         | MPC                           |
| 80407         | 1999 XQ189 | 12 dez 1999 | Socorro             | LINEAR          | —         | MPC                           |
| 80408         | 1999 XO193 | 12 dez 1999 | Socorro             | LINEAR          | —         | MPC                           |
| 80409         | 1999 XC195 | 12 dez 1999 | Socorro             | LINEAR          | —         | MPC                           |
| 80410         | 1999 XA197 | 12 dez 1999 | Socorro             | LINEAR          | —         | MPC                           |
| 80411         | 1999 XM198 | 12 dez 1999 | Socorro             | LINEAR          | —         | MPC                           |
| 80412         | 1999 XV198 | 12 dez 1999 | Socorro             | LINEAR          | —         | MPC                           |
| 80413         | 1999 XE200 | 12 dez 1999 | Socorro             | LINEAR          | —         | MPC                           |
| 80414         | 1999 XG201 | 12 dez 1999 | Socorro             | LINEAR          | —         | MPC                           |
| 80415         | 1999 XB202 | 12 dez 1999 | Socorro             | LINEAR          | —         | MPC                           |
| 80416         | 1999 XN202 | 12 dez 1999 | Socorro             | LINEAR          | —         | MPC                           |
| 80417         | 1999 XK203 | 12 dez 1999 | Socorro             | LINEAR          | —         | MPC                           |
| 80418         | 1999 XA206 | 12 dez 1999 | Socorro             | LINEAR          | —         | MPC                           |
| 80419         | 1999 XR207 | 12 dez 1999 | Socorro             | LINEAR          | —         | MPC                           |
| 80420         | 1999 XB210 | 13 dez 1999 | Socorro             | LINEAR          | —         | MPC                           |
| 80421         | 1999 XP213 | 14 dez 1999 | Socorro             | LINEAR          | —         | MPC                           |
| 80422         | 1999 XT214 | 14 dez 1999 | Socorro             | LINEAR          | —         | MPC                           |
| 80423         | 1999 XJ215 | 14 dez 1999 | Socorro             | LINEAR          | —         | MPC                           |
| 80424         | 1999 XE217 | 13 dez 1999 | Kitt Peak           | Spacewatch      | —         | MPC                           |
| 80425         | 1999 XV218 | 15 dez 1999 | Kitt Peak           | Spacewatch      | —         | MPC                           |
| 80426         | 1999 XP222 | 15 dez 1999 | Socorro             | LINEAR          | —         | MPC                           |
| 80427         | 1999 XZ222 | 15 dez 1999 | Socorro             | LINEAR          | —         | MPC                           |
| 80428         | 1999 XM224 | 13 dez 1999 | Kitt Peak           | Spacewatch      | —         | MPC                           |
| 80429         | 1999 XV225 | 13 dez 1999 | Kitt Peak           | Spacewatch      | —         | MPC                           |
| 80430         | 1999 XC227 | 15 dez 1999 | Kitt Peak           | Spacewatch      | Mitidika  | MPC                           |
| 80431         | 1999 XS227 | 15 dez 1999 | Kitt Peak           | Spacewatch      | —         | MPC                           |
| 80432         | 1999 XU229 | 7 dez 1999  | Catalina            | CSS             | —         | MPC                           |
| 80433         | 1999 XW233 | 4 dez 1999  | Anderson Mesa       | LONEOS          | —         | MPC                           |
| 80434         | 1999 XO234 | 3 dez 1999  | Anderson Mesa       | LONEOS          | —         | MPC                           |
| 80435         | 1999 XQ238 | 4 dez 1999  | Catalina            | CSS             | —         | MPC                           |
| 80436         | 1999 XE246 | 5 dez 1999  | Socorro             | LINEAR          | —         | MPC                           |
| 80437         | 1999 XW248 | 6 dez 1999  | Socorro             | LINEAR          | —         | MPC                           |
| 80438         | 1999 XX249 | 6 dez 1999  | Socorro             | LINEAR          | —         | MPC                           |
| 80439         | 1999 XH259 | 8 dez 1999  | Socorro             | LINEAR          | —         | MPC                           |
| 80440         | 1999 XY263 | 12 dez 1999 | Socorro             | LINEAR          | —         | MPC                           |
| 80441         | 1999 YL3   | 18 dez 1999 | Socorro             | LINEAR          | —         | MPC                           |
| 80442         | 1999 YM4   | 28 dez 1999 | Olathe              | Olathe          | —         | MPC                           |
| 80443         | 1999 YO8   | 27 dez 1999 | Kitt Peak           | Spacewatch      | —         | MPC                           |
| 80444         | 1999 YG9   | 31 dez 1999 | Višnjan Observatory | K. Korlević     | —         | MPC                           |
| 80445         | 1999 YO10  | 27 dez 1999 | Kitt Peak           | Spacewatch      | —         | MPC                           |
| 80446         | 1999 YW13  | 31 dez 1999 | Višnjan Observatory | K. Korlević     | —         | MPC                           |
| 80447         | 1999 YQ14  | 31 dez 1999 | Prescott            | P. G. Comba     | —         | MPC                           |
| 80448         | 1999 YA17  | 31 dez 1999 | Kitt Peak           | Spacewatch      | —         | MPC                           |
| 80449         | 1999 YG17  | 31 dez 1999 | Kitt Peak           | Spacewatch      | —         | MPC                           |
| 80450         | 1999 YW27  | 30 dez 1999 | Socorro             | LINEAR          | —         | MPC                           |
| 80451 Alwoods | 2000 AA    | 1 jan 2000  | Oaxaca              | J. M. Roe       | —         | MPC                           |
| 80452         | 2000 AK    | 2 jan 2000  | Fountain Hills      | C. W. Juels     | —         | MPC                           |
| 80453         | 2000 AO2   | 3 jan 2000  | Oizumi              | T. Kobayashi    | —         | MPC                           |
| 80454         | 2000 AW3   | 3 jan 2000  | Socorro             | LINEAR          | —         | MPC                           |
| 80455         | 2000 AZ3   | 3 jan 2000  | Socorro             | LINEAR          | —         | MPC                           |
| 80456         | 2000 AA8   | 2 jan 2000  | Socorro             | LINEAR          | —         | MPC                           |
| 80457         | 2000 AH9   | 2 jan 2000  | Socorro             | LINEAR          | —         | MPC                           |
| 80458         | 2000 AJ9   | 2 jan 2000  | Socorro             | LINEAR          | —         | MPC                           |
| 80459         | 2000 AV10  | 3 jan 2000  | Socorro             | LINEAR          | —         | MPC                           |
| 80460         | 2000 AJ12  | 3 jan 2000  | Socorro             | LINEAR          | —         | MPC                           |
| 80461         | 2000 AP14  | 3 jan 2000  | Socorro             | LINEAR          | —         | MPC                           |
| 80462         | 2000 AH18  | 3 jan 2000  | Socorro             | LINEAR          | —         | MPC                           |
| 80463         | 2000 AK19  | 3 jan 2000  | Socorro             | LINEAR          | —         | MPC                           |
| 80464         | 2000 AU19  | 3 jan 2000  | Socorro             | LINEAR          | —         | MPC                           |
| 80465         | 2000 AQ20  | 3 jan 2000  | Socorro             | LINEAR          | —         | MPC                           |
| 80466         | 2000 AJ22  | 3 jan 2000  | Socorro             | LINEAR          | —         | MPC                           |
| 80467         | 2000 AT23  | 3 jan 2000  | Socorro             | LINEAR          | —         | MPC                           |
| 80468         | 2000 AE26  | 3 jan 2000  | Socorro             | LINEAR          | —         | MPC                           |
| 80469         | 2000 AH28  | 3 jan 2000  | Socorro             | LINEAR          | —         | MPC                           |
| 80470         | 2000 AJ29  | 3 jan 2000  | Socorro             | LINEAR          | —         | MPC                           |
| 80471         | 2000 AK29  | 3 jan 2000  | Socorro             | LINEAR          | —         | MPC                           |
| 80472         | 2000 AN29  | 3 jan 2000  | Socorro             | LINEAR          | —         | MPC                           |
| 80473         | 2000 AQ29  | 3 jan 2000  | Socorro             | LINEAR          | —         | MPC                           |
| 80474         | 2000 AV29  | 3 jan 2000  | Socorro             | LINEAR          | —         | MPC                           |
| 80475         | 2000 AB30  | 3 jan 2000  | Socorro             | LINEAR          | —         | MPC                           |
| 80476         | 2000 AE30  | 3 jan 2000  | Socorro             | LINEAR          | —         | MPC                           |
| 80477         | 2000 AL30  | 3 jan 2000  | Socorro             | LINEAR          | —         | MPC                           |
| 80478         | 2000 AC31  | 3 jan 2000  | Socorro             | LINEAR          | —         | MPC                           |
| 80479         | 2000 AH31  | 3 jan 2000  | Socorro             | LINEAR          | —         | MPC                           |
| 80480         | 2000 AS32  | 3 jan 2000  | Socorro             | LINEAR          | —         | MPC                           |
| 80481         | 2000 AJ33  | 3 jan 2000  | Socorro             | LINEAR          | —         | MPC                           |
| 80482         | 2000 AV33  | 3 jan 2000  | Socorro             | LINEAR          | —         | MPC                           |
| 80483         | 2000 AE34  | 3 jan 2000  | Socorro             | LINEAR          | —         | MPC                           |
| 80484         | 2000 AN36  | 3 jan 2000  | Socorro             | LINEAR          | —         | MPC                           |
| 80485         | 2000 AM38  | 3 jan 2000  | Socorro             | LINEAR          | —         | MPC                           |
| 80486         | 2000 AT38  | 3 jan 2000  | Socorro             | LINEAR          | —         | MPC                           |
| 80487         | 2000 AW39  | 3 jan 2000  | Socorro             | LINEAR          | —         | MPC                           |
| 80488         | 2000 AE41  | 3 jan 2000  | Socorro             | LINEAR          | —         | MPC                           |
| 80489         | 2000 AR44  | 5 jan 2000  | Kitt Peak           | Spacewatch      | —         | MPC                           |
| 80490         | 2000 AW44  | 5 jan 2000  | Kitt Peak           | Spacewatch      | —         | MPC                           |
| 80491         | 2000 AJ45  | 3 jan 2000  | Socorro             | LINEAR          | —         | MPC                           |
| 80492         | 2000 AT46  | 4 jan 2000  | Socorro             | LINEAR          | —         | MPC                           |
| 80493         | 2000 AK47  | 4 jan 2000  | Socorro             | LINEAR          | —         | MPC                           |
| 80494         | 2000 AM47  | 4 jan 2000  | Socorro             | LINEAR          | —         | MPC                           |
| 80495         | 2000 AO48  | 3 jan 2000  | Socorro             | LINEAR          | —         | MPC                           |
| 80496         | 2000 AX48  | 5 jan 2000  | Socorro             | LINEAR          | —         | MPC                           |
| 80497         | 2000 AN49  | 5 jan 2000  | Socorro             | LINEAR          | Eos       | MPC                           |
| 80498         | 2000 AG50  | 5 jan 2000  | Višnjan Observatory | K. Korlević     | —         | MPC                           |
| 80499         | 2000 AR50  | 5 jan 2000  | Fountain Hills      | C. W. Juels     | —         | MPC                           |
| 80500         | 2000 AP53  | 4 jan 2000  | Socorro             | LINEAR          | —         | MPC                           |

## 80501–80600
| Designação | Designação | Descoberta | Descoberta | Descobridor(es) | Categoria | Mais informações / Referência |
| Permanente | Provisória | Data       | Local      | Descobridor(es) | Categoria | Mais informações / Referência |
| ---------- | ---------- | ---------- | ---------- | --------------- | --------- | ----------------------------- |
| 80501      | 2000 AX53  | 4 jan 2000 | Socorro    | LINEAR          | —         | MPC                           |
| 80502      | 2000 AD54  | 4 jan 2000 | Socorro    | LINEAR          | —         | MPC                           |
| 80503      | 2000 AE54  | 4 jan 2000 | Socorro    | LINEAR          | —         | MPC                           |
| 80504      | 2000 AS54  | 4 jan 2000 | Socorro    | LINEAR          | Mitidika  | MPC                           |
| 80505      | 2000 AW54  | 4 jan 2000 | Socorro    | LINEAR          | —         | MPC                           |
| 80506      | 2000 AP55  | 4 jan 2000 | Socorro    | LINEAR          | —         | MPC                           |
| 80507      | 2000 AU55  | 4 jan 2000 | Socorro    | LINEAR          | —         | MPC                           |
| 80508      | 2000 AC56  | 4 jan 2000 | Socorro    | LINEAR          | —         | MPC                           |
| 80509      | 2000 AE56  | 4 jan 2000 | Socorro    | LINEAR          | —         | MPC                           |
| 80510      | 2000 AJ57  | 4 jan 2000 | Socorro    | LINEAR          | —         | MPC                           |
| 80511      | 2000 AK57  | 4 jan 2000 | Socorro    | LINEAR          | —         | MPC                           |
| 80512      | 2000 AM57  | 4 jan 2000 | Socorro    | LINEAR          | —         | MPC                           |
| 80513      | 2000 AS57  | 4 jan 2000 | Socorro    | LINEAR          | —         | MPC                           |
| 80514      | 2000 AV58  | 4 jan 2000 | Socorro    | LINEAR          | —         | MPC                           |
| 80515      | 2000 AA59  | 4 jan 2000 | Socorro    | LINEAR          | —         | MPC                           |
| 80516      | 2000 AL59  | 4 jan 2000 | Socorro    | LINEAR          | —         | MPC                           |
| 80517      | 2000 AM59  | 4 jan 2000 | Socorro    | LINEAR          | —         | MPC                           |
| 80518      | 2000 AS59  | 4 jan 2000 | Socorro    | LINEAR          | —         | MPC                           |
| 80519      | 2000 AQ60  | 4 jan 2000 | Socorro    | LINEAR          | —         | MPC                           |
| 80520      | 2000 AV60  | 4 jan 2000 | Socorro    | LINEAR          | —         | MPC                           |
| 80521      | 2000 AP61  | 4 jan 2000 | Socorro    | LINEAR          | —         | MPC                           |
| 80522      | 2000 AT61  | 4 jan 2000 | Socorro    | LINEAR          | —         | MPC                           |
| 80523      | 2000 AN62  | 4 jan 2000 | Socorro    | LINEAR          | —         | MPC                           |
| 80524      | 2000 AD63  | 4 jan 2000 | Socorro    | LINEAR          | —         | MPC                           |
| 80525      | 2000 AP63  | 4 jan 2000 | Socorro    | LINEAR          | —         | MPC                           |
| 80526      | 2000 AC64  | 4 jan 2000 | Socorro    | LINEAR          | —         | MPC                           |
| 80527      | 2000 AS64  | 4 jan 2000 | Socorro    | LINEAR          | —         | MPC                           |
| 80528      | 2000 AZ64  | 4 jan 2000 | Socorro    | LINEAR          | —         | MPC                           |
| 80529      | 2000 AR66  | 4 jan 2000 | Socorro    | LINEAR          | —         | MPC                           |
| 80530      | 2000 AX70  | 5 jan 2000 | Socorro    | LINEAR          | —         | MPC                           |
| 80531      | 2000 AY70  | 5 jan 2000 | Socorro    | LINEAR          | —         | MPC                           |
| 80532      | 2000 AV71  | 5 jan 2000 | Socorro    | LINEAR          | —         | MPC                           |
| 80533      | 2000 AW72  | 5 jan 2000 | Socorro    | LINEAR          | —         | MPC                           |
| 80534      | 2000 AB73  | 5 jan 2000 | Socorro    | LINEAR          | —         | MPC                           |
| 80535      | 2000 AH73  | 5 jan 2000 | Socorro    | LINEAR          | —         | MPC                           |
| 80536      | 2000 AT74  | 5 jan 2000 | Socorro    | LINEAR          | —         | MPC                           |
| 80537      | 2000 AA75  | 5 jan 2000 | Socorro    | LINEAR          | —         | MPC                           |
| 80538      | 2000 AT78  | 5 jan 2000 | Socorro    | LINEAR          | —         | MPC                           |
| 80539      | 2000 AT79  | 5 jan 2000 | Socorro    | LINEAR          | —         | MPC                           |
| 80540      | 2000 AZ81  | 5 jan 2000 | Socorro    | LINEAR          | —         | MPC                           |
| 80541      | 2000 AL82  | 5 jan 2000 | Socorro    | LINEAR          | —         | MPC                           |
| 80542      | 2000 AD84  | 5 jan 2000 | Socorro    | LINEAR          | —         | MPC                           |
| 80543      | 2000 AO84  | 5 jan 2000 | Socorro    | LINEAR          | —         | MPC                           |
| 80544      | 2000 AZ84  | 5 jan 2000 | Socorro    | LINEAR          | Mitidika  | MPC                           |
| 80545      | 2000 AD85  | 5 jan 2000 | Socorro    | LINEAR          | —         | MPC                           |
| 80546      | 2000 AO85  | 5 jan 2000 | Socorro    | LINEAR          | —         | MPC                           |
| 80547      | 2000 AR85  | 5 jan 2000 | Socorro    | LINEAR          | —         | MPC                           |
| 80548      | 2000 AW85  | 5 jan 2000 | Socorro    | LINEAR          | —         | MPC                           |
| 80549      | 2000 AX88  | 5 jan 2000 | Socorro    | LINEAR          | —         | MPC                           |
| 80550      | 2000 AK89  | 5 jan 2000 | Socorro    | LINEAR          | —         | MPC                           |
| 80551      | 2000 AL89  | 5 jan 2000 | Socorro    | LINEAR          | —         | MPC                           |
| 80552      | 2000 AF90  | 5 jan 2000 | Socorro    | LINEAR          | —         | MPC                           |
| 80553      | 2000 AN90  | 5 jan 2000 | Socorro    | LINEAR          | —         | MPC                           |
| 80554      | 2000 AJ91  | 5 jan 2000 | Socorro    | LINEAR          | —         | MPC                           |
| 80555      | 2000 AO93  | 5 jan 2000 | Socorro    | LINEAR          | —         | MPC                           |
| 80556      | 2000 AB95  | 4 jan 2000 | Socorro    | LINEAR          | —         | MPC                           |
| 80557      | 2000 AS96  | 4 jan 2000 | Socorro    | LINEAR          | —         | MPC                           |
| 80558      | 2000 AQ102 | 5 jan 2000 | Socorro    | LINEAR          | —         | MPC                           |
| 80559      | 2000 AR103 | 5 jan 2000 | Socorro    | LINEAR          | —         | MPC                           |
| 80560      | 2000 AX103 | 5 jan 2000 | Socorro    | LINEAR          | —         | MPC                           |
| 80561      | 2000 AZ104 | 5 jan 2000 | Socorro    | LINEAR          | —         | MPC                           |
| 80562      | 2000 AY106 | 5 jan 2000 | Socorro    | LINEAR          | —         | MPC                           |
| 80563      | 2000 AH107 | 5 jan 2000 | Socorro    | LINEAR          | —         | MPC                           |
| 80564      | 2000 AX109 | 5 jan 2000 | Socorro    | LINEAR          | —         | MPC                           |
| 80565      | 2000 AN110 | 5 jan 2000 | Socorro    | LINEAR          | —         | MPC                           |
| 80566      | 2000 AG111 | 5 jan 2000 | Socorro    | LINEAR          | —         | MPC                           |
| 80567      | 2000 AQ111 | 5 jan 2000 | Socorro    | LINEAR          | —         | MPC                           |
| 80568      | 2000 AJ112 | 5 jan 2000 | Socorro    | LINEAR          | —         | MPC                           |
| 80569      | 2000 AG115 | 5 jan 2000 | Socorro    | LINEAR          | —         | MPC                           |
| 80570      | 2000 AJ115 | 5 jan 2000 | Socorro    | LINEAR          | —         | MPC                           |
| 80571      | 2000 AQ116 | 5 jan 2000 | Socorro    | LINEAR          | —         | MPC                           |
| 80572      | 2000 AZ116 | 5 jan 2000 | Socorro    | LINEAR          | —         | MPC                           |
| 80573      | 2000 AO118 | 5 jan 2000 | Socorro    | LINEAR          | —         | MPC                           |
| 80574      | 2000 AO119 | 5 jan 2000 | Socorro    | LINEAR          | —         | MPC                           |
| 80575      | 2000 AD120 | 5 jan 2000 | Socorro    | LINEAR          | —         | MPC                           |
| 80576      | 2000 AE120 | 5 jan 2000 | Socorro    | LINEAR          | —         | MPC                           |
| 80577      | 2000 AQ120 | 5 jan 2000 | Socorro    | LINEAR          | —         | MPC                           |
| 80578      | 2000 AJ121 | 5 jan 2000 | Socorro    | LINEAR          | —         | MPC                           |
| 80579      | 2000 AF123 | 5 jan 2000 | Socorro    | LINEAR          | —         | MPC                           |
| 80580      | 2000 AG123 | 5 jan 2000 | Socorro    | LINEAR          | —         | MPC                           |
| 80581      | 2000 AS124 | 5 jan 2000 | Socorro    | LINEAR          | —         | MPC                           |
| 80582      | 2000 AY125 | 5 jan 2000 | Socorro    | LINEAR          | —         | MPC                           |
| 80583      | 2000 AL127 | 5 jan 2000 | Socorro    | LINEAR          | —         | MPC                           |
| 80584      | 2000 AN127 | 5 jan 2000 | Socorro    | LINEAR          | —         | MPC                           |
| 80585      | 2000 AV128 | 5 jan 2000 | Socorro    | LINEAR          | —         | MPC                           |
| 80586      | 2000 AU129 | 5 jan 2000 | Socorro    | LINEAR          | —         | MPC                           |
| 80587      | 2000 AU131 | 3 jan 2000 | Socorro    | LINEAR          | —         | MPC                           |
| 80588      | 2000 AW132 | 3 jan 2000 | Socorro    | LINEAR          | —         | MPC                           |
| 80589      | 2000 AL135 | 4 jan 2000 | Socorro    | LINEAR          | —         | MPC                           |
| 80590      | 2000 AP135 | 4 jan 2000 | Socorro    | LINEAR          | —         | MPC                           |
| 80591      | 2000 AA136 | 4 jan 2000 | Socorro    | LINEAR          | —         | MPC                           |
| 80592      | 2000 AM143 | 5 jan 2000 | Socorro    | LINEAR          | —         | MPC                           |
| 80593      | 2000 AG144 | 5 jan 2000 | Socorro    | LINEAR          | —         | MPC                           |
| 80594      | 2000 AA145 | 5 jan 2000 | Socorro    | LINEAR          | —         | MPC                           |
| 80595      | 2000 AO145 | 6 jan 2000 | Socorro    | LINEAR          | —         | MPC                           |
| 80596      | 2000 AZ145 | 7 jan 2000 | Socorro    | LINEAR          | —         | MPC                           |
| 80597      | 2000 AD147 | 6 jan 2000 | Črni Vrh   | Črni Vrh        | —         | MPC                           |
| 80598      | 2000 AQ147 | 5 jan 2000 | Socorro    | LINEAR          | —         | MPC                           |
| 80599      | 2000 AB148 | 5 jan 2000 | Socorro    | LINEAR          | —         | MPC                           |
| 80600      | 2000 AC149 | 7 jan 2000 | Socorro    | LINEAR          | —         | MPC                           |

## 80601–80700
| Designação          | Designação | Descoberta  | Descoberta          | Descobridor(es)  | Categoria | Mais informações / Referência |
| Permanente          | Provisória | Data        | Local               | Descobridor(es)  | Categoria | Mais informações / Referência |
| ------------------- | ---------- | ----------- | ------------------- | ---------------- | --------- | ----------------------------- |
| 80601               | 2000 AL149 | 7 jan 2000  | Socorro             | LINEAR           | —         | MPC                           |
| 80602               | 2000 AH153 | 9 jan 2000  | Grasslands          | J. McGaha        | —         | MPC                           |
| 80603               | 2000 AE154 | 2 jan 2000  | Socorro             | LINEAR           | —         | MPC                           |
| 80604               | 2000 AD155 | 3 jan 2000  | Socorro             | LINEAR           | —         | MPC                           |
| 80605               | 2000 AP155 | 3 jan 2000  | Socorro             | LINEAR           | —         | MPC                           |
| 80606               | 2000 AD159 | 3 jan 2000  | Socorro             | LINEAR           | —         | MPC                           |
| 80607               | 2000 AN159 | 3 jan 2000  | Socorro             | LINEAR           | —         | MPC                           |
| 80608               | 2000 AB160 | 3 jan 2000  | Socorro             | LINEAR           | —         | MPC                           |
| 80609               | 2000 AU162 | 4 jan 2000  | Socorro             | LINEAR           | —         | MPC                           |
| 80610               | 2000 AE163 | 5 jan 2000  | Socorro             | LINEAR           | —         | MPC                           |
| 80611               | 2000 AU163 | 5 jan 2000  | Socorro             | LINEAR           | —         | MPC                           |
| 80612               | 2000 AM167 | 8 jan 2000  | Socorro             | LINEAR           | —         | MPC                           |
| 80613               | 2000 AY167 | 8 jan 2000  | Socorro             | LINEAR           | —         | MPC                           |
| 80614               | 2000 AO168 | 12 jan 2000 | Prescott            | P. G. Comba      | —         | MPC                           |
| 80615               | 2000 AK170 | 7 jan 2000  | Socorro             | LINEAR           | —         | MPC                           |
| 80616               | 2000 AV173 | 7 jan 2000  | Socorro             | LINEAR           | —         | MPC                           |
| 80617               | 2000 AG174 | 7 jan 2000  | Socorro             | LINEAR           | —         | MPC                           |
| 80618               | 2000 AO175 | 7 jan 2000  | Socorro             | LINEAR           | —         | MPC                           |
| 80619               | 2000 AW176 | 7 jan 2000  | Socorro             | LINEAR           | —         | MPC                           |
| 80620               | 2000 AY178 | 7 jan 2000  | Socorro             | LINEAR           | —         | MPC                           |
| 80621               | 2000 AQ181 | 7 jan 2000  | Socorro             | LINEAR           | —         | MPC                           |
| 80622               | 2000 AD182 | 7 jan 2000  | Socorro             | LINEAR           | —         | MPC                           |
| 80623               | 2000 AE184 | 7 jan 2000  | Socorro             | LINEAR           | —         | MPC                           |
| 80624               | 2000 AB186 | 8 jan 2000  | Socorro             | LINEAR           | —         | MPC                           |
| 80625               | 2000 AN193 | 8 jan 2000  | Socorro             | LINEAR           | —         | MPC                           |
| 80626               | 2000 AE194 | 8 jan 2000  | Socorro             | LINEAR           | —         | MPC                           |
| 80627               | 2000 AT196 | 8 jan 2000  | Socorro             | LINEAR           | —         | MPC                           |
| 80628               | 2000 AP197 | 8 jan 2000  | Socorro             | LINEAR           | —         | MPC                           |
| 80629               | 2000 AJ204 | 14 jan 2000 | Kleť                | Kleť Obs.        | —         | MPC                           |
| 80630               | 2000 AL204 | 14 jan 2000 | Kleť                | Kleť Obs.        | —         | MPC                           |
| 80631               | 2000 AW204 | 10 jan 2000 | Socorro             | LINEAR           | —         | MPC                           |
| 80632               | 2000 AL205 | 15 jan 2000 | Prescott            | P. G. Comba      | —         | MPC                           |
| 80633               | 2000 AU205 | 15 jan 2000 | Višnjan Observatory | K. Korlević      | —         | MPC                           |
| 80634               | 2000 AV209 | 5 jan 2000  | Kitt Peak           | Spacewatch       | —         | MPC                           |
| 80635               | 2000 AL211 | 5 jan 2000  | Kitt Peak           | Spacewatch       | —         | MPC                           |
| 80636               | 2000 AV214 | 7 jan 2000  | Kitt Peak           | Spacewatch       | —         | MPC                           |
| 80637               | 2000 AK215 | 7 jan 2000  | Kitt Peak           | Spacewatch       | —         | MPC                           |
| 80638               | 2000 AM217 | 8 jan 2000  | Kitt Peak           | Spacewatch       | Vesta     | MPC                           |
| 80639               | 2000 AT218 | 8 jan 2000  | Kitt Peak           | Spacewatch       | —         | MPC                           |
| 80640               | 2000 AM220 | 8 jan 2000  | Kitt Peak           | Spacewatch       | —         | MPC                           |
| 80641               | 2000 AD221 | 8 jan 2000  | Kitt Peak           | Spacewatch       | —         | MPC                           |
| 80642               | 2000 AN223 | 9 jan 2000  | Kitt Peak           | Spacewatch       | —         | MPC                           |
| 80643               | 2000 AO223 | 9 jan 2000  | Kitt Peak           | Spacewatch       | —         | MPC                           |
| 80644               | 2000 AP223 | 9 jan 2000  | Kitt Peak           | Spacewatch       | —         | MPC                           |
| 80645               | 2000 AN227 | 10 jan 2000 | Kitt Peak           | Spacewatch       | —         | MPC                           |
| 80646               | 2000 AG233 | 4 jan 2000  | Socorro             | LINEAR           | —         | MPC                           |
| 80647               | 2000 AX238 | 6 jan 2000  | Socorro             | LINEAR           | Phocaea   | MPC                           |
| 80648               | 2000 AZ238 | 6 jan 2000  | Socorro             | LINEAR           | —         | MPC                           |
| 80649               | 2000 AF239 | 6 jan 2000  | Socorro             | LINEAR           | —         | MPC                           |
| 80650               | 2000 AY246 | 5 jan 2000  | Socorro             | LINEAR           | —         | MPC                           |
| 80651               | 2000 AJ251 | 4 jan 2000  | Socorro             | LINEAR           | —         | MPC                           |
| 80652 Albertoangela | 2000 BB    | 16 jan 2000 | Cavezzo             | Cavezzo Obs.     | —         | MPC                           |
| 80653               | 2000 BR1   | 27 jan 2000 | Kitt Peak           | Spacewatch       | —         | MPC                           |
| 80654               | 2000 BE2   | 25 jan 2000 | Višnjan Observatory | K. Korlević      | —         | MPC                           |
| 80655               | 2000 BO3   | 27 jan 2000 | Oizumi              | T. Kobayashi     | —         | MPC                           |
| 80656               | 2000 BT7   | 29 jan 2000 | Socorro             | LINEAR           | —         | MPC                           |
| 80657               | 2000 BH8   | 29 jan 2000 | Socorro             | LINEAR           | —         | MPC                           |
| 80658               | 2000 BP8   | 29 jan 2000 | Socorro             | LINEAR           | —         | MPC                           |
| 80659               | 2000 BM9   | 26 jan 2000 | Kitt Peak           | Spacewatch       | Mitidika  | MPC                           |
| 80660               | 2000 BN9   | 26 jan 2000 | Kitt Peak           | Spacewatch       | —         | MPC                           |
| 80661               | 2000 BF10  | 26 jan 2000 | Kitt Peak           | Spacewatch       | —         | MPC                           |
| 80662               | 2000 BS10  | 28 jan 2000 | Kitt Peak           | Spacewatch       | —         | MPC                           |
| 80663               | 2000 BX10  | 28 jan 2000 | Les Tardieux        | M. Boeuf         | —         | MPC                           |
| 80664               | 2000 BZ10  | 26 jan 2000 | Dynic               | A. Sugie         | —         | MPC                           |
| 80665               | 2000 BD11  | 28 jan 2000 | Gekko               | T. Kagawa        | —         | MPC                           |
| 80666               | 2000 BP14  | 28 jan 2000 | Oizumi              | T. Kobayashi     | —         | MPC                           |
| 80667               | 2000 BA15  | 31 jan 2000 | Oizumi              | T. Kobayashi     | —         | MPC                           |
| 80668               | 2000 BD15  | 31 jan 2000 | Oizumi              | T. Kobayashi     | —         | MPC                           |
| 80669               | 2000 BR15  | 29 jan 2000 | Socorro             | LINEAR           | —         | MPC                           |
| 80670               | 2000 BD16  | 29 jan 2000 | Socorro             | LINEAR           | —         | MPC                           |
| 80671               | 2000 BM17  | 30 jan 2000 | Socorro             | LINEAR           | —         | MPC                           |
| 80672               | 2000 BU17  | 30 jan 2000 | Socorro             | LINEAR           | —         | MPC                           |
| 80673               | 2000 BO18  | 30 jan 2000 | Socorro             | LINEAR           | —         | MPC                           |
| 80674               | 2000 BW19  | 26 jan 2000 | Kitt Peak           | Spacewatch       | —         | MPC                           |
| 80675 Kwentus       | 2000 BV22  | 30 jan 2000 | Catalina            | CSS              | —         | MPC                           |
| 80676               | 2000 BM25  | 30 jan 2000 | Socorro             | LINEAR           | —         | MPC                           |
| 80677               | 2000 BN25  | 29 jan 2000 | Kitt Peak           | Spacewatch       | Mitidika  | MPC                           |
| 80678               | 2000 BR25  | 30 jan 2000 | Socorro             | LINEAR           | —         | MPC                           |
| 80679               | 2000 BR28  | 30 jan 2000 | Socorro             | LINEAR           | —         | MPC                           |
| 80680               | 2000 BW29  | 30 jan 2000 | Socorro             | LINEAR           | —         | MPC                           |
| 80681               | 2000 BC30  | 30 jan 2000 | Socorro             | LINEAR           | —         | MPC                           |
| 80682               | 2000 BN30  | 27 jan 2000 | Višnjan Observatory | K. Korlević      | —         | MPC                           |
| 80683               | 2000 BP30  | 28 jan 2000 | Kitt Peak           | Spacewatch       | —         | MPC                           |
| 80684               | 2000 BW32  | 28 jan 2000 | Kitt Peak           | Spacewatch       | —         | MPC                           |
| 80685               | 2000 BB33  | 29 jan 2000 | Kitt Peak           | Spacewatch       | —         | MPC                           |
| 80686               | 2000 BX33  | 30 jan 2000 | Catalina            | CSS              | —         | MPC                           |
| 80687               | 2000 BL34  | 30 jan 2000 | Catalina            | CSS              | —         | MPC                           |
| 80688               | 2000 BO34  | 30 jan 2000 | Catalina            | CSS              | —         | MPC                           |
| 80689               | 2000 BB36  | 31 jan 2000 | Socorro             | LINEAR           | —         | MPC                           |
| 80690               | 2000 BX47  | 27 jan 2000 | Kitt Peak           | Spacewatch       | Mitidika  | MPC                           |
| 80691               | 2000 BE52  | 27 jan 2000 | Kitt Peak           | Spacewatch       | —         | MPC                           |
| 80692               | 2000 CD    | 2 fev 2000  | Tebbutt             | F. B. Zoltowski  | —         | MPC                           |
| 80693               | 2000 CH    | 1 fev 2000  | Prescott            | P. G. Comba      | —         | MPC                           |
| 80694               | 2000 CN    | 2 fev 2000  | Prescott            | P. G. Comba      | —         | MPC                           |
| 80695               | 2000 CP    | 2 fev 2000  | Prescott            | P. G. Comba      | Eos       | MPC                           |
| 80696               | 2000 CB1   | 3 fev 2000  | Višnjan Observatory | K. Korlević      | —         | MPC                           |
| 80697               | 2000 CC1   | 3 fev 2000  | Višnjan Observatory | K. Korlević      | Chloris   | MPC                           |
| 80698               | 2000 CH1   | 4 fev 2000  | Baton Rouge         | W. R. Cooney Jr. | —         | MPC                           |
| 80699               | 2000 CM1   | 4 fev 2000  | Višnjan Observatory | K. Korlević      | —         | MPC                           |
| 80700               | 2000 CA2   | 2 fev 2000  | Uenohara            | N. Kawasato      | —         | MPC                           |

## 80701–80800
| Designação | Designação | Descoberta  | Descoberta          | Descobridor(es) | Categoria | Mais informações / Referência |
| Permanente | Provisória | Data        | Local               | Descobridor(es) | Categoria | Mais informações / Referência |
| ---------- | ---------- | ----------- | ------------------- | --------------- | --------- | ----------------------------- |
| 80701      | 2000 CP4   | 2 fev 2000  | Socorro             | LINEAR          | —         | MPC                           |
| 80702      | 2000 CC5   | 2 fev 2000  | Socorro             | LINEAR          | —         | MPC                           |
| 80703      | 2000 CJ5   | 2 fev 2000  | Socorro             | LINEAR          | —         | MPC                           |
| 80704      | 2000 CM5   | 2 fev 2000  | Socorro             | LINEAR          | —         | MPC                           |
| 80705      | 2000 CU8   | 2 fev 2000  | Socorro             | LINEAR          | —         | MPC                           |
| 80706      | 2000 CL16  | 2 fev 2000  | Socorro             | LINEAR          | —         | MPC                           |
| 80707      | 2000 CD17  | 2 fev 2000  | Socorro             | LINEAR          | —         | MPC                           |
| 80708      | 2000 CS18  | 2 fev 2000  | Socorro             | LINEAR          | —         | MPC                           |
| 80709      | 2000 CH19  | 2 fev 2000  | Socorro             | LINEAR          | —         | MPC                           |
| 80710      | 2000 CK19  | 2 fev 2000  | Socorro             | LINEAR          | —         | MPC                           |
| 80711      | 2000 CN19  | 2 fev 2000  | Socorro             | LINEAR          | —         | MPC                           |
| 80712      | 2000 CL20  | 2 fev 2000  | Socorro             | LINEAR          | —         | MPC                           |
| 80713      | 2000 CM20  | 2 fev 2000  | Socorro             | LINEAR          | —         | MPC                           |
| 80714      | 2000 CR20  | 2 fev 2000  | Socorro             | LINEAR          | —         | MPC                           |
| 80715      | 2000 CO21  | 2 fev 2000  | Socorro             | LINEAR          | —         | MPC                           |
| 80716      | 2000 CQ21  | 2 fev 2000  | Socorro             | LINEAR          | —         | MPC                           |
| 80717      | 2000 CX22  | 2 fev 2000  | Socorro             | LINEAR          | —         | MPC                           |
| 80718      | 2000 CW23  | 2 fev 2000  | Socorro             | LINEAR          | —         | MPC                           |
| 80719      | 2000 CG24  | 2 fev 2000  | Socorro             | LINEAR          | —         | MPC                           |
| 80720      | 2000 CO24  | 2 fev 2000  | Socorro             | LINEAR          | —         | MPC                           |
| 80721      | 2000 CS24  | 2 fev 2000  | Socorro             | LINEAR          | —         | MPC                           |
| 80722      | 2000 CS25  | 2 fev 2000  | Socorro             | LINEAR          | —         | MPC                           |
| 80723      | 2000 CB26  | 2 fev 2000  | Socorro             | LINEAR          | —         | MPC                           |
| 80724      | 2000 CC26  | 2 fev 2000  | Socorro             | LINEAR          | —         | MPC                           |
| 80725      | 2000 CD26  | 2 fev 2000  | Socorro             | LINEAR          | —         | MPC                           |
| 80726      | 2000 CP26  | 2 fev 2000  | Socorro             | LINEAR          | Mitidika  | MPC                           |
| 80727      | 2000 CW27  | 2 fev 2000  | Socorro             | LINEAR          | —         | MPC                           |
| 80728      | 2000 CB28  | 2 fev 2000  | Socorro             | LINEAR          | —         | MPC                           |
| 80729      | 2000 CS28  | 2 fev 2000  | Socorro             | LINEAR          | —         | MPC                           |
| 80730      | 2000 CM29  | 2 fev 2000  | Socorro             | LINEAR          | —         | MPC                           |
| 80731      | 2000 CQ29  | 2 fev 2000  | Socorro             | LINEAR          | —         | MPC                           |
| 80732      | 2000 CK30  | 2 fev 2000  | Socorro             | LINEAR          | —         | MPC                           |
| 80733      | 2000 CQ31  | 2 fev 2000  | Socorro             | LINEAR          | —         | MPC                           |
| 80734      | 2000 CQ32  | 2 fev 2000  | Socorro             | LINEAR          | —         | MPC                           |
| 80735      | 2000 CT32  | 2 fev 2000  | Socorro             | LINEAR          | —         | MPC                           |
| 80736      | 2000 CX32  | 2 fev 2000  | Socorro             | LINEAR          | —         | MPC                           |
| 80737      | 2000 CA33  | 2 fev 2000  | Socorro             | LINEAR          | —         | MPC                           |
| 80738      | 2000 CW33  | 4 fev 2000  | Višnjan Observatory | K. Korlević     | —         | MPC                           |
| 80739      | 2000 CK34  | 5 fev 2000  | Višnjan Observatory | K. Korlević     | —         | MPC                           |
| 80740      | 2000 CX34  | 2 fev 2000  | Socorro             | LINEAR          | —         | MPC                           |
| 80741      | 2000 CV36  | 2 fev 2000  | Socorro             | LINEAR          | —         | MPC                           |
| 80742      | 2000 CH37  | 2 fev 2000  | Socorro             | LINEAR          | —         | MPC                           |
| 80743      | 2000 CQ37  | 3 fev 2000  | Socorro             | LINEAR          | Mitidika  | MPC                           |
| 80744      | 2000 CV38  | 3 fev 2000  | Socorro             | LINEAR          | —         | MPC                           |
| 80745      | 2000 CD39  | 4 fev 2000  | Socorro             | LINEAR          | —         | MPC                           |
| 80746      | 2000 CL41  | 2 fev 2000  | Socorro             | LINEAR          | —         | MPC                           |
| 80747      | 2000 CN42  | 2 fev 2000  | Socorro             | LINEAR          | —         | MPC                           |
| 80748      | 2000 CE43  | 2 fev 2000  | Socorro             | LINEAR          | —         | MPC                           |
| 80749      | 2000 CQ43  | 2 fev 2000  | Socorro             | LINEAR          | —         | MPC                           |
| 80750      | 2000 CR44  | 2 fev 2000  | Socorro             | LINEAR          | —         | MPC                           |
| 80751      | 2000 CB46  | 2 fev 2000  | Socorro             | LINEAR          | —         | MPC                           |
| 80752      | 2000 CG49  | 2 fev 2000  | Socorro             | LINEAR          | —         | MPC                           |
| 80753      | 2000 CO49  | 2 fev 2000  | Socorro             | LINEAR          | —         | MPC                           |
| 80754      | 2000 CV49  | 2 fev 2000  | Socorro             | LINEAR          | —         | MPC                           |
| 80755      | 2000 CN50  | 2 fev 2000  | Socorro             | LINEAR          | —         | MPC                           |
| 80756      | 2000 CK52  | 2 fev 2000  | Socorro             | LINEAR          | —         | MPC                           |
| 80757      | 2000 CS52  | 2 fev 2000  | Socorro             | LINEAR          | —         | MPC                           |
| 80758      | 2000 CU52  | 2 fev 2000  | Socorro             | LINEAR          | —         | MPC                           |
| 80759      | 2000 CL53  | 2 fev 2000  | Socorro             | LINEAR          | Mitidika  | MPC                           |
| 80760      | 2000 CY53  | 2 fev 2000  | Socorro             | LINEAR          | —         | MPC                           |
| 80761      | 2000 CA54  | 2 fev 2000  | Socorro             | LINEAR          | —         | MPC                           |
| 80762      | 2000 CG54  | 2 fev 2000  | Socorro             | LINEAR          | —         | MPC                           |
| 80763      | 2000 CM55  | 4 fev 2000  | Socorro             | LINEAR          | —         | MPC                           |
| 80764      | 2000 CP55  | 4 fev 2000  | Socorro             | LINEAR          | —         | MPC                           |
| 80765      | 2000 CB57  | 5 fev 2000  | Socorro             | LINEAR          | —         | MPC                           |
| 80766      | 2000 CT57  | 5 fev 2000  | Socorro             | LINEAR          | —         | MPC                           |
| 80767      | 2000 CN60  | 2 fev 2000  | Socorro             | LINEAR          | —         | MPC                           |
| 80768      | 2000 CP60  | 2 fev 2000  | Socorro             | LINEAR          | —         | MPC                           |
| 80769      | 2000 CX60  | 2 fev 2000  | Socorro             | LINEAR          | —         | MPC                           |
| 80770      | 2000 CB61  | 2 fev 2000  | Socorro             | LINEAR          | —         | MPC                           |
| 80771      | 2000 CJ61  | 2 fev 2000  | Socorro             | LINEAR          | —         | MPC                           |
| 80772      | 2000 CX61  | 2 fev 2000  | Socorro             | LINEAR          | —         | MPC                           |
| 80773      | 2000 CY63  | 2 fev 2000  | Socorro             | LINEAR          | —         | MPC                           |
| 80774      | 2000 CD64  | 2 fev 2000  | Socorro             | LINEAR          | Eos       | MPC                           |
| 80775      | 2000 CN65  | 4 fev 2000  | Socorro             | LINEAR          | —         | MPC                           |
| 80776      | 2000 CV65  | 4 fev 2000  | Socorro             | LINEAR          | —         | MPC                           |
| 80777      | 2000 CN66  | 6 fev 2000  | Socorro             | LINEAR          | —         | MPC                           |
| 80778      | 2000 CA69  | 1 fev 2000  | Kitt Peak           | Spacewatch      | —         | MPC                           |
| 80779      | 2000 CP76  | 10 fev 2000 | Višnjan Observatory | K. Korlević     | —         | MPC                           |
| 80780      | 2000 CM77  | 8 fev 2000  | Prescott            | P. G. Comba     | —         | MPC                           |
| 80781      | 2000 CD78  | 7 fev 2000  | Kitt Peak           | Spacewatch      | Mitidika  | MPC                           |
| 80782      | 2000 CJ78  | 7 fev 2000  | Kitt Peak           | Spacewatch      | —         | MPC                           |
| 80783      | 2000 CR79  | 8 fev 2000  | Kitt Peak           | Spacewatch      | —         | MPC                           |
| 80784      | 2000 CG80  | 8 fev 2000  | Kitt Peak           | Spacewatch      | —         | MPC                           |
| 80785      | 2000 CD81  | 4 fev 2000  | Socorro             | LINEAR          | —         | MPC                           |
| 80786      | 2000 CH81  | 4 fev 2000  | Socorro             | LINEAR          | —         | MPC                           |
| 80787      | 2000 CM83  | 4 fev 2000  | Socorro             | LINEAR          | —         | MPC                           |
| 80788      | 2000 CU84  | 4 fev 2000  | Socorro             | LINEAR          | —         | MPC                           |
| 80789      | 2000 CC85  | 4 fev 2000  | Socorro             | LINEAR          | —         | MPC                           |
| 80790      | 2000 CS85  | 4 fev 2000  | Socorro             | LINEAR          | Mitidika  | MPC                           |
| 80791      | 2000 CE86  | 4 fev 2000  | Socorro             | LINEAR          | —         | MPC                           |
| 80792      | 2000 CN86  | 4 fev 2000  | Socorro             | LINEAR          | —         | MPC                           |
| 80793      | 2000 CX86  | 4 fev 2000  | Socorro             | LINEAR          | —         | MPC                           |
| 80794      | 2000 CC87  | 4 fev 2000  | Socorro             | LINEAR          | Mitidika  | MPC                           |
| 80795      | 2000 CE87  | 4 fev 2000  | Socorro             | LINEAR          | —         | MPC                           |
| 80796      | 2000 CG87  | 4 fev 2000  | Socorro             | LINEAR          | Mitidika  | MPC                           |
| 80797      | 2000 CX87  | 4 fev 2000  | Socorro             | LINEAR          | —         | MPC                           |
| 80798      | 2000 CP89  | 4 fev 2000  | Socorro             | LINEAR          | —         | MPC                           |
| 80799      | 2000 CV94  | 8 fev 2000  | Socorro             | LINEAR          | —         | MPC                           |
| 80800      | 2000 CU96  | 6 fev 2000  | Socorro             | LINEAR          | —         | MPC                           |

## 80801–80900
| Designação      | Designação | Descoberta  | Descoberta          | Descobridor(es) | Categoria | Mais informações / Referência |
| Permanente      | Provisória | Data        | Local               | Descobridor(es) | Categoria | Mais informações / Referência |
| --------------- | ---------- | ----------- | ------------------- | --------------- | --------- | ----------------------------- |
| 80801 Yiwu      | 2000 CP98  | 8 fev 2000  | Kitt Peak           | Spacewatch      | Mitidika  | MPC                           |
| 80802           | 2000 CD99  | 8 fev 2000  | Kitt Peak           | Spacewatch      | —         | MPC                           |
| 80803           | 2000 CX100 | 12 fev 2000 | Kitt Peak           | Spacewatch      | —         | MPC                           |
| 80804           | 2000 CG102 | 2 fev 2000  | Socorro             | LINEAR          | —         | MPC                           |
| 80805           | 2000 CU103 | 8 fev 2000  | Socorro             | LINEAR          | —         | MPC                           |
| 80806           | 2000 CM105 | 6 fev 2000  | Kitt Peak           | M. W. Buie      | —         | MPC                           |
| 80807 Jimloudon | 2000 CX112 | 7 fev 2000  | Catalina            | CSS             | —         | MPC                           |
| 80808 Billmason | 2000 CU114 | 1 fev 2000  | Catalina            | CSS             | —         | MPC                           |
| 80809           | 2000 CX114 | 1 fev 2000  | Kitt Peak           | Spacewatch      | —         | MPC                           |
| 80810           | 2000 CC115 | 1 fev 2000  | Catalina            | CSS             | Eos       | MPC                           |
| 80811           | 2000 CN116 | 3 fev 2000  | Socorro             | LINEAR          | —         | MPC                           |
| 80812           | 2000 CY116 | 3 fev 2000  | Socorro             | LINEAR          | —         | MPC                           |
| 80813           | 2000 CZ120 | 2 fev 2000  | Socorro             | LINEAR          | —         | MPC                           |
| 80814           | 2000 CT121 | 3 fev 2000  | Socorro             | LINEAR          | —         | MPC                           |
| 80815           | 2000 CD122 | 3 fev 2000  | Socorro             | LINEAR          | —         | MPC                           |
| 80816           | 2000 CR122 | 3 fev 2000  | Socorro             | LINEAR          | —         | MPC                           |
| 80817           | 2000 CK125 | 3 fev 2000  | Socorro             | LINEAR          | —         | MPC                           |
| 80818           | 2000 CY125 | 3 fev 2000  | Socorro             | LINEAR          | —         | MPC                           |
| 80819           | 2000 CH127 | 3 fev 2000  | Socorro             | LINEAR          | —         | MPC                           |
| 80820           | 2000 CQ129 | 3 fev 2000  | Kitt Peak           | Spacewatch      | —         | MPC                           |
| 80821           | 2000 CQ137 | 4 fev 2000  | Kitt Peak           | Spacewatch      | —         | MPC                           |
| 80822           | 2000 CD140 | 4 fev 2000  | Kitt Peak           | Spacewatch      | —         | MPC                           |
| 80823           | 2000 DP    | 23 fev 2000 | Višnjan Observatory | K. Korlević     | —         | MPC                           |
| 80824           | 2000 DX    | 24 fev 2000 | Oizumi              | T. Kobayashi    | —         | MPC                           |
| 80825           | 2000 DZ    | 24 fev 2000 | Oizumi              | T. Kobayashi    | —         | MPC                           |
| 80826           | 2000 DH1   | 26 fev 2000 | Rock Finder         | W. K. Y. Yeung  | —         | MPC                           |
| 80827           | 2000 DV1   | 26 fev 2000 | Kitt Peak           | Spacewatch      | Chloris   | MPC                           |
| 80828           | 2000 DF2   | 26 fev 2000 | Kitt Peak           | Spacewatch      | —         | MPC                           |
| 80829           | 2000 DX2   | 27 fev 2000 | Kitt Peak           | Spacewatch      | —         | MPC                           |
| 80830           | 2000 DS3   | 25 fev 2000 | Socorro             | LINEAR          | —         | MPC                           |
| 80831           | 2000 DQ4   | 28 fev 2000 | Socorro             | LINEAR          | —         | MPC                           |
| 80832           | 2000 DX4   | 28 fev 2000 | Socorro             | LINEAR          | —         | MPC                           |
| 80833           | 2000 DR5   | 25 fev 2000 | Socorro             | LINEAR          | —         | MPC                           |
| 80834           | 2000 DS5   | 25 fev 2000 | Socorro             | LINEAR          | —         | MPC                           |
| 80835           | 2000 DK7   | 29 fev 2000 | Oizumi              | T. Kobayashi    | —         | MPC                           |
| 80836           | 2000 DU7   | 28 fev 2000 | Kitt Peak           | Spacewatch      | —         | MPC                           |
| 80837           | 2000 DV7   | 28 fev 2000 | Kitt Peak           | Spacewatch      | —         | MPC                           |
| 80838           | 2000 DJ12  | 27 fev 2000 | Kitt Peak           | Spacewatch      | —         | MPC                           |
| 80839           | 2000 DS12  | 27 fev 2000 | Kitt Peak           | Spacewatch      | —         | MPC                           |
| 80840           | 2000 DT13  | 28 fev 2000 | Kitt Peak           | Spacewatch      | —         | MPC                           |
| 80841           | 2000 DR14  | 25 fev 2000 | Catalina            | CSS             | —         | MPC                           |
| 80842           | 2000 DW14  | 26 fev 2000 | Catalina            | CSS             | —         | MPC                           |
| 80843           | 2000 DO17  | 29 fev 2000 | Socorro             | LINEAR          | —         | MPC                           |
| 80844           | 2000 DK18  | 28 fev 2000 | Socorro             | LINEAR          | —         | MPC                           |
| 80845           | 2000 DZ18  | 29 fev 2000 | Socorro             | LINEAR          | —         | MPC                           |
| 80846           | 2000 DL19  | 29 fev 2000 | Socorro             | LINEAR          | —         | MPC                           |
| 80847           | 2000 DX19  | 29 fev 2000 | Socorro             | LINEAR          | —         | MPC                           |
| 80848           | 2000 DY19  | 29 fev 2000 | Socorro             | LINEAR          | —         | MPC                           |
| 80849           | 2000 DM20  | 29 fev 2000 | Socorro             | LINEAR          | —         | MPC                           |
| 80850           | 2000 DN20  | 29 fev 2000 | Socorro             | LINEAR          | —         | MPC                           |
| 80851           | 2000 DX20  | 29 fev 2000 | Socorro             | LINEAR          | —         | MPC                           |
| 80852           | 2000 DF21  | 29 fev 2000 | Socorro             | LINEAR          | —         | MPC                           |
| 80853           | 2000 DK22  | 29 fev 2000 | Socorro             | LINEAR          | —         | MPC                           |
| 80854           | 2000 DQ22  | 29 fev 2000 | Socorro             | LINEAR          | —         | MPC                           |
| 80855           | 2000 DD23  | 29 fev 2000 | Socorro             | LINEAR          | —         | MPC                           |
| 80856           | 2000 DF23  | 29 fev 2000 | Socorro             | LINEAR          | —         | MPC                           |
| 80857           | 2000 DJ24  | 29 fev 2000 | Socorro             | LINEAR          | —         | MPC                           |
| 80858           | 2000 DL24  | 29 fev 2000 | Socorro             | LINEAR          | —         | MPC                           |
| 80859           | 2000 DD25  | 29 fev 2000 | Socorro             | LINEAR          | —         | MPC                           |
| 80860           | 2000 DZ25  | 29 fev 2000 | Socorro             | LINEAR          | —         | MPC                           |
| 80861           | 2000 DU26  | 29 fev 2000 | Socorro             | LINEAR          | Mitidika  | MPC                           |
| 80862           | 2000 DV26  | 29 fev 2000 | Socorro             | LINEAR          | —         | MPC                           |
| 80863           | 2000 DT27  | 29 fev 2000 | Socorro             | LINEAR          | —         | MPC                           |
| 80864           | 2000 DZ27  | 29 fev 2000 | Socorro             | LINEAR          | —         | MPC                           |
| 80865           | 2000 DH28  | 29 fev 2000 | Socorro             | LINEAR          | Mitidika  | MPC                           |
| 80866           | 2000 DN28  | 29 fev 2000 | Socorro             | LINEAR          | —         | MPC                           |
| 80867           | 2000 DO28  | 29 fev 2000 | Socorro             | LINEAR          | —         | MPC                           |
| 80868           | 2000 DX28  | 29 fev 2000 | Socorro             | LINEAR          | —         | MPC                           |
| 80869           | 2000 DA31  | 29 fev 2000 | Socorro             | LINEAR          | —         | MPC                           |
| 80870           | 2000 DY31  | 29 fev 2000 | Socorro             | LINEAR          | —         | MPC                           |
| 80871           | 2000 DM32  | 29 fev 2000 | Socorro             | LINEAR          | —         | MPC                           |
| 80872           | 2000 DN33  | 29 fev 2000 | Socorro             | LINEAR          | —         | MPC                           |
| 80873           | 2000 DS33  | 29 fev 2000 | Socorro             | LINEAR          | —         | MPC                           |
| 80874           | 2000 DF35  | 29 fev 2000 | Socorro             | LINEAR          | —         | MPC                           |
| 80875           | 2000 DU35  | 29 fev 2000 | Socorro             | LINEAR          | —         | MPC                           |
| 80876           | 2000 DA37  | 29 fev 2000 | Socorro             | LINEAR          | —         | MPC                           |
| 80877           | 2000 DR37  | 29 fev 2000 | Socorro             | LINEAR          | Mitidika  | MPC                           |
| 80878           | 2000 DY37  | 29 fev 2000 | Socorro             | LINEAR          | Phocaea   | MPC                           |
| 80879           | 2000 DB39  | 29 fev 2000 | Socorro             | LINEAR          | —         | MPC                           |
| 80880           | 2000 DT39  | 29 fev 2000 | Socorro             | LINEAR          | —         | MPC                           |
| 80881           | 2000 DV40  | 29 fev 2000 | Socorro             | LINEAR          | —         | MPC                           |
| 80882           | 2000 DX40  | 29 fev 2000 | Socorro             | LINEAR          | —         | MPC                           |
| 80883           | 2000 DY40  | 29 fev 2000 | Socorro             | LINEAR          | —         | MPC                           |
| 80884           | 2000 DC42  | 29 fev 2000 | Socorro             | LINEAR          | —         | MPC                           |
| 80885           | 2000 DJ42  | 29 fev 2000 | Socorro             | LINEAR          | —         | MPC                           |
| 80886           | 2000 DO42  | 29 fev 2000 | Socorro             | LINEAR          | —         | MPC                           |
| 80887           | 2000 DQ42  | 29 fev 2000 | Socorro             | LINEAR          | —         | MPC                           |
| 80888           | 2000 DT42  | 29 fev 2000 | Socorro             | LINEAR          | Eos       | MPC                           |
| 80889           | 2000 DM43  | 29 fev 2000 | Socorro             | LINEAR          | —         | MPC                           |
| 80890           | 2000 DY45  | 29 fev 2000 | Socorro             | LINEAR          | —         | MPC                           |
| 80891           | 2000 DP48  | 29 fev 2000 | Socorro             | LINEAR          | —         | MPC                           |
| 80892           | 2000 DO50  | 29 fev 2000 | Socorro             | LINEAR          | —         | MPC                           |
| 80893           | 2000 DL51  | 29 fev 2000 | Socorro             | LINEAR          | —         | MPC                           |
| 80894           | 2000 DK52  | 29 fev 2000 | Socorro             | LINEAR          | —         | MPC                           |
| 80895           | 2000 DM52  | 29 fev 2000 | Socorro             | LINEAR          | —         | MPC                           |
| 80896           | 2000 DF53  | 29 fev 2000 | Socorro             | LINEAR          | —         | MPC                           |
| 80897           | 2000 DV53  | 29 fev 2000 | Socorro             | LINEAR          | —         | MPC                           |
| 80898           | 2000 DA54  | 29 fev 2000 | Socorro             | LINEAR          | —         | MPC                           |
| 80899           | 2000 DO54  | 29 fev 2000 | Socorro             | LINEAR          | —         | MPC                           |
| 80900           | 2000 DQ54  | 29 fev 2000 | Socorro             | LINEAR          | —         | MPC                           |

## 80901–81000
| Designação          | Designação | Descoberta  | Descoberta | Descobridor(es) | Categoria | Mais informações / Referência |
| Permanente          | Provisória | Data        | Local      | Descobridor(es) | Categoria | Mais informações / Referência |
| ------------------- | ---------- | ----------- | ---------- | --------------- | --------- | ----------------------------- |
| 80901               | 2000 DY55  | 29 fev 2000 | Socorro    | LINEAR          | —         | MPC                           |
| 80902               | 2000 DA56  | 29 fev 2000 | Socorro    | LINEAR          | —         | MPC                           |
| 80903               | 2000 DD56  | 29 fev 2000 | Socorro    | LINEAR          | —         | MPC                           |
| 80904               | 2000 DO56  | 29 fev 2000 | Socorro    | LINEAR          | —         | MPC                           |
| 80905               | 2000 DC58  | 29 fev 2000 | Socorro    | LINEAR          | —         | MPC                           |
| 80906               | 2000 DK58  | 29 fev 2000 | Socorro    | LINEAR          | —         | MPC                           |
| 80907               | 2000 DS58  | 29 fev 2000 | Socorro    | LINEAR          | —         | MPC                           |
| 80908               | 2000 DF59  | 29 fev 2000 | Socorro    | LINEAR          | —         | MPC                           |
| 80909               | 2000 DL59  | 29 fev 2000 | Socorro    | LINEAR          | —         | MPC                           |
| 80910               | 2000 DL60  | 29 fev 2000 | Socorro    | LINEAR          | —         | MPC                           |
| 80911               | 2000 DT60  | 29 fev 2000 | Socorro    | LINEAR          | —         | MPC                           |
| 80912               | 2000 DA62  | 29 fev 2000 | Socorro    | LINEAR          | —         | MPC                           |
| 80913               | 2000 DK62  | 29 fev 2000 | Socorro    | LINEAR          | —         | MPC                           |
| 80914               | 2000 DE63  | 29 fev 2000 | Socorro    | LINEAR          | Mitidika  | MPC                           |
| 80915               | 2000 DK63  | 29 fev 2000 | Socorro    | LINEAR          | —         | MPC                           |
| 80916               | 2000 DF65  | 29 fev 2000 | Socorro    | LINEAR          | —         | MPC                           |
| 80917               | 2000 DN67  | 29 fev 2000 | Socorro    | LINEAR          | —         | MPC                           |
| 80918               | 2000 DY67  | 29 fev 2000 | Socorro    | LINEAR          | —         | MPC                           |
| 80919               | 2000 DG68  | 29 fev 2000 | Socorro    | LINEAR          | —         | MPC                           |
| 80920               | 2000 DV69  | 29 fev 2000 | Socorro    | LINEAR          | —         | MPC                           |
| 80921               | 2000 DA70  | 29 fev 2000 | Socorro    | LINEAR          | —         | MPC                           |
| 80922               | 2000 DF70  | 29 fev 2000 | Socorro    | LINEAR          | —         | MPC                           |
| 80923               | 2000 DF73  | 29 fev 2000 | Socorro    | LINEAR          | —         | MPC                           |
| 80924               | 2000 DJ73  | 29 fev 2000 | Socorro    | LINEAR          | —         | MPC                           |
| 80925               | 2000 DR73  | 29 fev 2000 | Socorro    | LINEAR          | —         | MPC                           |
| 80926               | 2000 DG74  | 29 fev 2000 | Socorro    | LINEAR          | —         | MPC                           |
| 80927               | 2000 DJ74  | 29 fev 2000 | Socorro    | LINEAR          | —         | MPC                           |
| 80928               | 2000 DL75  | 29 fev 2000 | Socorro    | LINEAR          | —         | MPC                           |
| 80929               | 2000 DM75  | 29 fev 2000 | Socorro    | LINEAR          | —         | MPC                           |
| 80930               | 2000 DV75  | 29 fev 2000 | Socorro    | LINEAR          | —         | MPC                           |
| 80931               | 2000 DX76  | 29 fev 2000 | Socorro    | LINEAR          | —         | MPC                           |
| 80932               | 2000 DK78  | 29 fev 2000 | Socorro    | LINEAR          | —         | MPC                           |
| 80933               | 2000 DQ78  | 29 fev 2000 | Socorro    | LINEAR          | —         | MPC                           |
| 80934               | 2000 DM79  | 28 fev 2000 | Socorro    | LINEAR          | —         | MPC                           |
| 80935               | 2000 DZ79  | 28 fev 2000 | Socorro    | LINEAR          | —         | MPC                           |
| 80936               | 2000 DS80  | 28 fev 2000 | Socorro    | LINEAR          | Mitidika  | MPC                           |
| 80937               | 2000 DU80  | 28 fev 2000 | Socorro    | LINEAR          | —         | MPC                           |
| 80938               | 2000 DA83  | 28 fev 2000 | Socorro    | LINEAR          | —         | MPC                           |
| 80939               | 2000 DS85  | 29 fev 2000 | Socorro    | LINEAR          | —         | MPC                           |
| 80940               | 2000 DD86  | 29 fev 2000 | Socorro    | LINEAR          | —         | MPC                           |
| 80941               | 2000 DN86  | 29 fev 2000 | Socorro    | LINEAR          | —         | MPC                           |
| 80942               | 2000 DX87  | 29 fev 2000 | Socorro    | LINEAR          | —         | MPC                           |
| 80943               | 2000 DX89  | 27 fev 2000 | Kitt Peak  | Spacewatch      | —         | MPC                           |
| 80944               | 2000 DN92  | 27 fev 2000 | Kitt Peak  | Spacewatch      | —         | MPC                           |
| 80945               | 2000 DN93  | 28 fev 2000 | Socorro    | LINEAR          | —         | MPC                           |
| 80946               | 2000 DX94  | 28 fev 2000 | Socorro    | LINEAR          | —         | MPC                           |
| 80947               | 2000 DZ95  | 28 fev 2000 | Socorro    | LINEAR          | —         | MPC                           |
| 80948               | 2000 DE96  | 29 fev 2000 | Socorro    | LINEAR          | —         | MPC                           |
| 80949               | 2000 DG96  | 29 fev 2000 | Socorro    | LINEAR          | —         | MPC                           |
| 80950               | 2000 DJ96  | 29 fev 2000 | Socorro    | LINEAR          | —         | MPC                           |
| 80951               | 2000 DK96  | 29 fev 2000 | Socorro    | LINEAR          | —         | MPC                           |
| 80952               | 2000 DF98  | 29 fev 2000 | Socorro    | LINEAR          | —         | MPC                           |
| 80953               | 2000 DK98  | 29 fev 2000 | Socorro    | LINEAR          | —         | MPC                           |
| 80954               | 2000 DZ98  | 29 fev 2000 | Socorro    | LINEAR          | —         | MPC                           |
| 80955               | 2000 DL101 | 29 fev 2000 | Socorro    | LINEAR          | —         | MPC                           |
| 80956               | 2000 DV101 | 29 fev 2000 | Socorro    | LINEAR          | —         | MPC                           |
| 80957               | 2000 DL104 | 29 fev 2000 | Socorro    | LINEAR          | —         | MPC                           |
| 80958               | 2000 DM104 | 29 fev 2000 | Socorro    | LINEAR          | —         | MPC                           |
| 80959               | 2000 DK105 | 29 fev 2000 | Socorro    | LINEAR          | —         | MPC                           |
| 80960               | 2000 DE106 | 29 fev 2000 | Socorro    | LINEAR          | —         | MPC                           |
| 80961               | 2000 DU106 | 29 fev 2000 | Socorro    | LINEAR          | —         | MPC                           |
| 80962               | 2000 DX107 | 28 fev 2000 | Socorro    | LINEAR          | —         | MPC                           |
| 80963               | 2000 DZ108 | 29 fev 2000 | Socorro    | LINEAR          | —         | MPC                           |
| 80964               | 2000 DM109 | 29 fev 2000 | Socorro    | LINEAR          | Eos       | MPC                           |
| 80965               | 2000 DE111 | 29 fev 2000 | Socorro    | LINEAR          | —         | MPC                           |
| 80966               | 2000 DP111 | 29 fev 2000 | Socorro    | LINEAR          | —         | MPC                           |
| 80967               | 2000 DV111 | 29 fev 2000 | Socorro    | LINEAR          | —         | MPC                           |
| 80968               | 2000 DK112 | 29 fev 2000 | Socorro    | LINEAR          | Phocaea   | MPC                           |
| 80969               | 2000 DL112 | 29 fev 2000 | Socorro    | LINEAR          | —         | MPC                           |
| 80970               | 2000 DS112 | 29 fev 2000 | Socorro    | LINEAR          | —         | MPC                           |
| 80971               | 2000 DX114 | 27 fev 2000 | Kitt Peak  | Spacewatch      | Mitidika  | MPC                           |
| 80972               | 2000 DM116 | 25 fev 2000 | Catalina   | CSS             | —         | MPC                           |
| 80973               | 2000 EQ    | 3 mar 2000  | Prescott   | P. G. Comba     | —         | MPC                           |
| 80974               | 2000 ER    | 3 mar 2000  | Prescott   | P. G. Comba     | —         | MPC                           |
| 80975               | 2000 EX1   | 3 mar 2000  | Socorro    | LINEAR          | Mitidika  | MPC                           |
| 80976               | 2000 EK3   | 3 mar 2000  | Socorro    | LINEAR          | —         | MPC                           |
| 80977               | 2000 EE7   | 3 mar 2000  | Kitt Peak  | Spacewatch      | —         | MPC                           |
| 80978               | 2000 EG8   | 3 mar 2000  | Socorro    | LINEAR          | Mitidika  | MPC                           |
| 80979               | 2000 EX8   | 3 mar 2000  | Socorro    | LINEAR          | —         | MPC                           |
| 80980               | 2000 EV9   | 3 mar 2000  | Socorro    | LINEAR          | —         | MPC                           |
| 80981               | 2000 EK10  | 3 mar 2000  | Socorro    | LINEAR          | Phocaea   | MPC                           |
| 80982               | 2000 EU12  | 4 mar 2000  | Socorro    | LINEAR          | —         | MPC                           |
| 80983               | 2000 EV12  | 4 mar 2000  | Socorro    | LINEAR          | —         | MPC                           |
| 80984 Santomurakami | 2000 EO15  | 6 mar 2000  | Kuma Kogen | A. Nakamura     | —         | MPC                           |
| 80985               | 2000 EN16  | 3 mar 2000  | Socorro    | LINEAR          | —         | MPC                           |
| 80986               | 2000 EM17  | 4 mar 2000  | Socorro    | LINEAR          | —         | MPC                           |
| 80987               | 2000 EN17  | 4 mar 2000  | Socorro    | LINEAR          | Phocaea   | MPC                           |
| 80988               | 2000 EK19  | 5 mar 2000  | Socorro    | LINEAR          | —         | MPC                           |
| 80989               | 2000 EC23  | 3 mar 2000  | Kitt Peak  | Spacewatch      | —         | MPC                           |
| 80990               | 2000 ER23  | 8 mar 2000  | Kitt Peak  | Spacewatch      | —         | MPC                           |
| 80991               | 2000 ES24  | 8 mar 2000  | Kitt Peak  | Spacewatch      | —         | MPC                           |
| 80992               | 2000 EK25  | 8 mar 2000  | Kitt Peak  | Spacewatch      | —         | MPC                           |
| 80993               | 2000 EY26  | 7 mar 2000  | Farpoint   | G. Hug          | —         | MPC                           |
| 80994               | 2000 ES27  | 4 mar 2000  | Socorro    | LINEAR          | —         | MPC                           |
| 80995               | 2000 ED28  | 4 mar 2000  | Socorro    | LINEAR          | —         | MPC                           |
| 80996               | 2000 ER28  | 4 mar 2000  | Socorro    | LINEAR          | Phocaea   | MPC                           |
| 80997               | 2000 EH29  | 5 mar 2000  | Socorro    | LINEAR          | —         | MPC                           |
| 80998               | 2000 EJ29  | 5 mar 2000  | Socorro    | LINEAR          | —         | MPC                           |
| 80999               | 2000 EZ29  | 5 mar 2000  | Socorro    | LINEAR          | —         | MPC                           |
| 81000               | 2000 ED31  | 5 mar 2000  | Socorro    | LINEAR          | —         | MPC                           |